# Michel Servet
Pour les articles homonymes, voir Servet.
 (août 2022).
Michel Servet (en espagnol Miguel Serveto y Conesa ou Miguel Servet ou Serveto), né vers 1511 à Villanueva de Sigena dans le royaume d'Aragon et exécuté le 27 octobre 1553 à Genève, est un humaniste, médecin et théologien espagnol, naturalisé français en 1548.
Comptant parmi les humanistes les plus érudits de son temps, il s'intéresse à toutes les branches du savoir, de la géographie aux mathématiques, de l'alchimie à l'astrologie, de la médecine à la théologie. Il a l'intuition que le réel tout entier est un et que ce sont toujours les mêmes principes fondamentaux qui se font jour dans chaque secteur de l'existence et des diverses disciplines de l'esprit (intuition qui le rendra suspect de panthéisme). Le médecin est l'un des premiers à décrire la petite circulation sanguine, dite circulation pulmonaire.
Épris de tolérance et de liberté, le penseur développe une théologie radicale qui prône un retour à la pureté originelle de l'Évangile et refuse le baptême avant l'âge de 20 ans. Paru en 1531, Des erreurs de la Trinité réfute comme sophisme le dogme de la Trinité (hérésie qui révulse autant les catholiques que les réformés) et nie la divinité du Christ, ce qui entraîne l'accusation alors très grave d'arianisme.
Éditée en 1553, La Restauration du christianisme lui attire coup sur coup deux condamnations à mort, par les catholiques puis par les protestants. Arrêté, évadé et jugé par contumace, il est brûlé en effigie à Vienne par l'Inquisition. En fuite pour l'Italie, il fait halte à Genève. Vite reconnu, il y est emprisonné puis jugé comme criminel par le Petit Conseil, à l'instigation de Jean Calvin. Convaincu d'hérésie mais refusant d'abjurer, il est brûlé vif le 27 octobre 1553, dans des circonstances particulièrement cruelles. Il compte au nombre des martyrs de la liberté de pensée.

## Biographie

### Jeunesse (1511-1529)

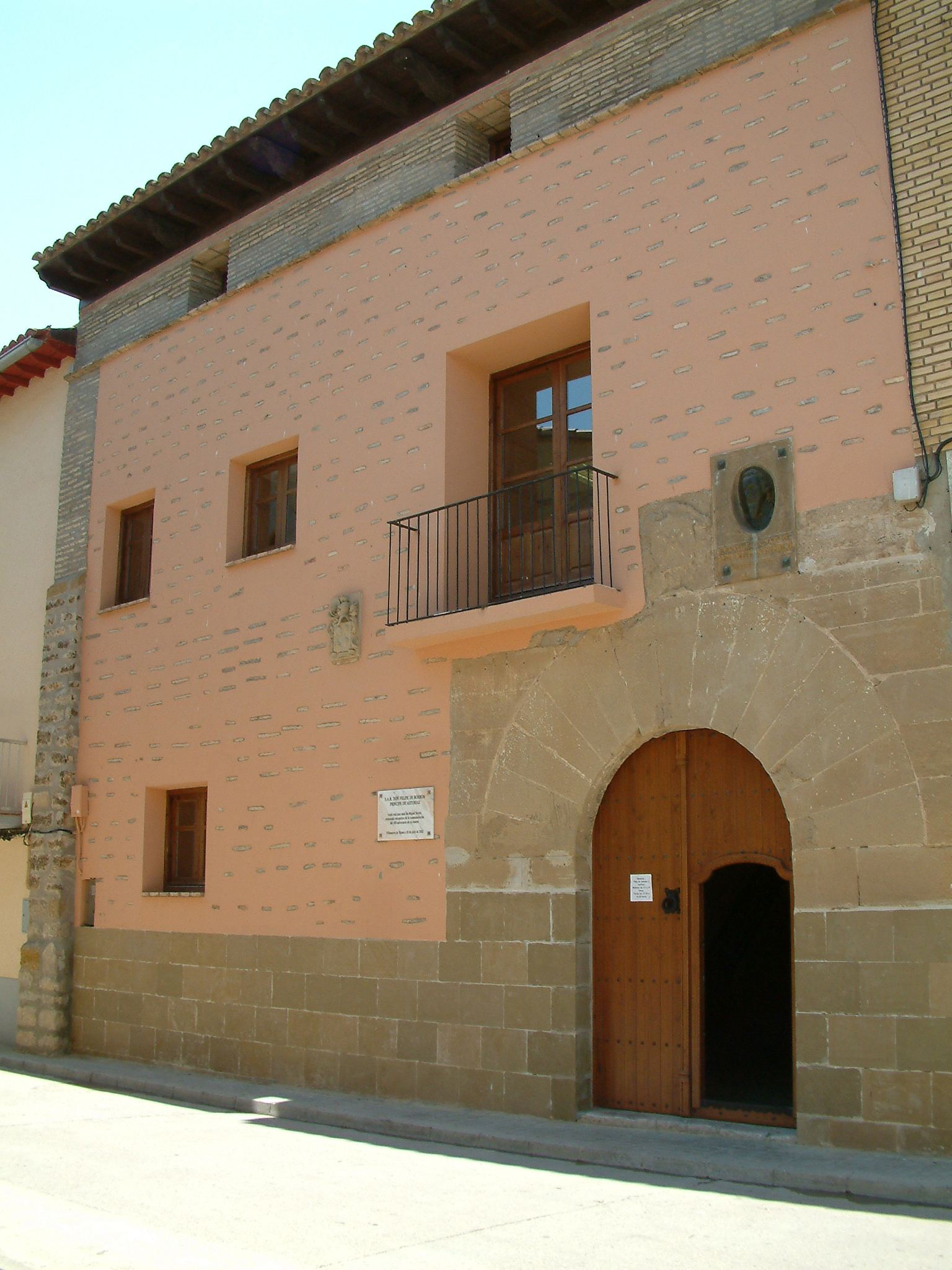
Façade de la maison natale
de Michel Servet à Villanueva de Sigena, actuel siège de l'Institut d'Études Michel Servet.

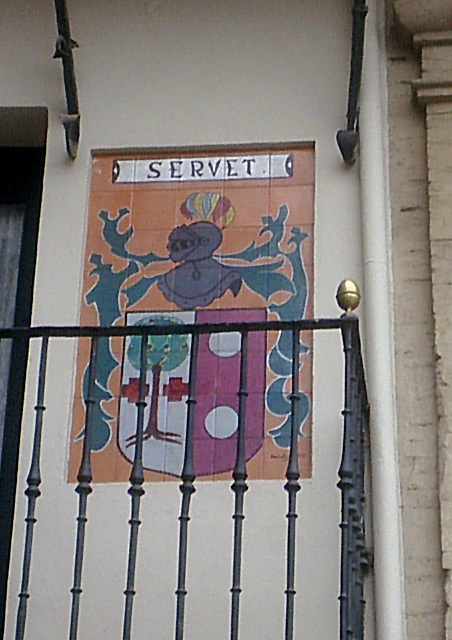
Blason de la famille Servet à Tudela.

Miguel Serveto naît vers 1511 à Villanueva de Sigena, dans la province de Huesca en Aragon.
Son père, Antonio Servet (ou « Revés », c'est-à-dire « le contraire »), est notaire au Monastère Sainte-Marie de Sigena. Ses ancêtres sont originaires d'un hameau des Pyrénées aragonaises nommé « Serveto », d'où son patronyme. Sa mère, Catalina Conesa, descend des Zaporta, une famille de juifs convertis de la région de Monzón. Michel a deux frères, l'un notaire comme leur père, l'autre prêtre.
En 1524, il fréquente l'université de Saragosse ou de Lérida. Très doué pour les langues, il étudie le latin, le grec et l'hébreu. Il suit des cours de géographie, de mathématiques et d'astronomie.
À quinze ans, il entre au service du moine franciscain Juan de Quintana, un érasmien, en qualité de secrétaire ou de page. Grâce à lui, il lit toute la Bible en diverses langues.
En 1526, il quitte l'Espagne, qu'il ne reverra plus. À partir de 1528, il étudie le droit à l'université de Toulouse mais l'abandonne vite pour se consacrer aux études religieuses.
En 1529, il voyage en Allemagne et en Italie comme secrétaire de Quintana, devenu confesseur de Charles Quint. En Allemagne, il participe secrètement à des réunions d'étudiants protestants et s'écarte peu à peu de la foi catholique.

### Premières publications (1530-1550)
Le 24 février 1530, il assiste au couronnement de Charles Quint. À cette occasion, les fastes de la cour pontificale l'indignent. À 19 ans, il tente d'établir une doctrine en cherchant des appuis dans les pays rhénans. Il rencontre les réformateurs Philippe Mélanchthon à Augsbourg et Jean Œcolampade à Bâle - ce dernier n'apprécie pas sa fougue. Il quitte Quintana et demeure environ dix mois à Bâle, où il gagne probablement sa vie comme correcteur d'imprimerie.
C'est à cette époque que se forgent ses convictions. À 20 ans, sa réflexion se concentre sur la Trinité, dogme central de la foi chrétienne. En mai 1531, il rencontre à Strasbourg les réformateurs Martin Bucer et Wolfgang Capiton. En juillet 1531, il publie De Trinitatis erroribus (Des erreurs de la Trinité). Imprimé anonymement à Haguenau par Jean Setzer, l'ouvrage heurte ses amis protestants mais attire aussi l'attention de l'Inquisition catholique.
Pour se protéger, il adopte le pseudonyme de « Michel de Villeneuve » par référence à son lieu de naissance. En 1532, il publie Dialogorum de Trinitate libri duo (Deux livres de dialogues sur la Trinité ) et De Justitia Regni Christi (La Justice du Règne du Christ).
En 1534, l'affaire des Placards l'incite à s'enfuir. Il envisage un moment de partir pour l'Amérique. Il s'installe à Lyon, où il exerce le métier d'imprimeur, de correcteur et de commentateur chez les frères Treschel. Par son métier, il fait la connaissance de Symphorien Champier, médecin humaniste ouvert à toutes les disciplines et partisan d'une nouvelle médecine détachée de la scolastique médiévale et de la médecine arabe, par retour aux sources grecques. Servet devient son disciple. De cette rencontre naît sa vocation médicale.
En 1537, il acquiert la notoriété grâce à un traité de thérapeutique portant sur les sirops (en fait, l'ouvrage concerne surtout la digestion). Pensionnaire au collège de Calvy, il s'inscrit à la Faculté de Paris pour étudier la médecine. Il suit les cours de Jacques Dubois, Jean Fernel et Jean Winther d'Andernach. Avec son condisciple André Vésale, il se passionne pour l'anatomie. Après le départ de Winther, il est chargé des dissections et occupe, à ce titre, le poste de prosecteur. Ambroise Paré l'admirera.
Il devient aussi lecteur (c'est-à-dire enseignant étranger) en mathématiques au Collège des Lombards, où il donne des cours de géométrie et d'astrologie. En 1538, dans un pamphlet virulent répondant aux critiques du doyen de la faculté de médecine Jean Tagault, il défend l'astrologie judiciaire et la divination. Il qualifie certains professeurs « d'ânes et de peste ». L'affaire est portée devant le Parlement de Paris, dont tous les membres « grincent des dents contre lui » (omnes in illum dentibus frendebant). Michel Servet est obligé de se rétracter et de renoncer à la divination. Il se décide alors à quitter Paris.
En 1540, il réside à Lyon où il rencontre l'archevêque de Vienne Pierre Palmier. Invité par ce dernier, il s'installe en 1542 à Vienne, dans le Dauphiné, pour y poursuivre une carrière de médecin-juré. À partir de 1548, il loge au palais épiscopal tout en poursuivant des activités médicales et littéraires. Par suite d'une requête à Henri II, sa naturalisation est prononcée en octobre 1548 puis confirmée en 1549,. En 1550, il est reçu nouveau bourgeois de Vienne et prête serment en qualité de prieur d'une confrérie chargée de secourir les malades pauvres de l'hôtel-Dieu.

### Correspondance avec Calvin (1552)

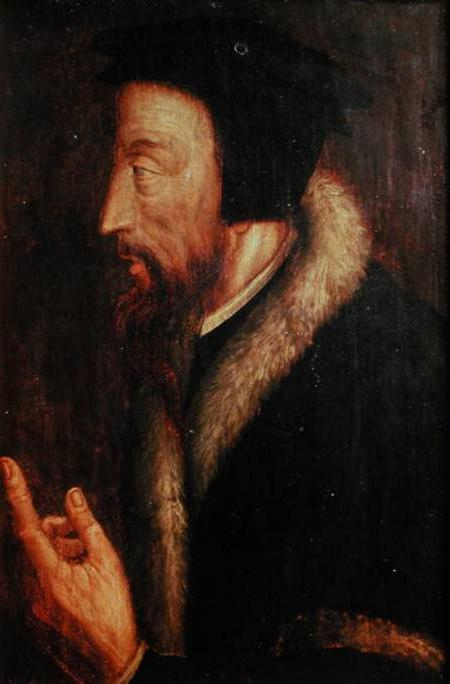
Jean Calvin.

Vers 1552, il achève un long manuscrit qu'il édite anonymement à compte d'auteur : Christianismi Restitutio (La Restauration du christianisme). Ce texte répond, en parodiant son titre, à l'Institutio christianæ religionis (L'Institution de la religion chrétienne) de Jean Calvin.
L'ouvrage est imprimé en 800 exemplaires, dont une partie est déposée chez le libraire Jean Frellon. Ce dernier envoie à Calvin et à d'autres calvinistes genevois un exemplaire contenant, à la suite du texte, une copie de trente lettres de Servet à Calvin, qui révèlent l'identité de leur auteur.
Mais c'est une correspondance privée d'apparence anodine qui va sceller le destin de Michel Servet. Un catholique lyonnais nommé Arneis écrit à son cousin Guillaume de Trie, protestant exilé à Genève, que le chaos règne dans cette ville dont les habitants mènent une vie désordonnée. Piqué, de Trie rétorque qu'à Vienne on tolère les pires hérétiques, au point de les héberger au palais archiépiscopal, alors qu'à Genève on a condamné au bûcher sept étudiants protestants originaires de Lausanne. Il ajoute qu'un homme qui nie la Trinité, et même jusqu'à la divinité de Jésus-Christ, est néanmoins médecin de l'archevêque de Vienne. Pour preuve, il cite la correspondance entre Servet et Calvin, dont l'essentiel a été imprimé par Servet lui-même.
Dans des circonstances troubles, Jean Calvin dicte à Guillaume de Trie, son proche confident, des lettres destinées à l'Inquisition de Lyon. Ces pièces à conviction prouvent l'hérésie de Servet.
Selon Théodore Vetter : « À Genève, un réfugié français se fait l'instrument de l'intrigue en communiquant les lettres au Grand Inquisiteur pour la Foi en France, Matthieu Ory. L'information judiciaire est déclenchée et la preuve est bientôt faite que Servet et Villeneuve désignent le même hérétique. » Les détracteurs du livre accusent son auteur d'arianisme, c'est-à-dire de nier la divinité du Christ. Cette charge très lourde vaut à Servet la condamnation des catholiques comme des réformés.
Plus tard, au cours de ses interrogatoires, Servet déclinera une seule identité : les catholiques ne doivent pas savoir qu'il est Servet, les protestants doivent ignorer qu'il est Villeneuve.

### Procès et condamnations - Supplice (1553)

#### Procès de Vienne
À Vienne, le bailli lieutenant général du Dauphiné l'invite à visiter les malades de la prison royale, en compagnie du vicaire général. Servet n'a aucune raison de se méfier : il a déjà dispensé ses soins au premier et est compagnon de table du second ; de plus, le « vibailli » est frère de l'archevêque. Mais pendant la visite, le vicaire lui signifie qu'il est désormais prisonnier. Toutefois, on lui accorde des privilèges eu égard à ses services passés : il peut conserver son serviteur, aller et venir librement à l'intérieur du palais... L'inquisiteur Matthieu Ory l'interroge à plusieurs reprises. Mais profitant des faveurs qui lui sont accordées, Servet parvient à s'échapper. Le procès se poursuit en son absence. Matthieu Ory déclare son ouvrage hérétique. Le bailliage condamne au feu La Restitution du Christianisme ainsi que son auteur, jugé par contumace à être « conduit sur un tombereau avec ses livres un jour de marché, de la porte du palais delphinal, par les carrefours et lieux accoutumés jusqu'au lieu de la halle de la ville », puis sur « une place appelée la Charnève, où il serait brûlé tout vif à petit feu, tellement que son corps soit mis en cendres ». La sentence est exécutée le 17 juin 1553, vers midi : une effigie en bois de Michel Servet est brûlée publiquement. Le jugement ecclésiastique ne sera rendu que le 23 décembre 1553.

#### Procès de Genève
Dans sa fuite, Servet cherche à gagner l'Italie pour exercer la médecine à Naples. Mais il craint d'être arrêté par l'Inquisition. Après une errance de deux mois dont on ignore tout, il arrive à Genève et descend à l'« Hostellerie de la Rose », située place du Molard. Le 13 août 1553, il se rend au temple de la Madeleine où prêche Calvin. Il a estimé plus prudent de se fondre dans la foule car les aubergistes sont tenus de dénoncer leurs clients qui n'assistent pas au culte. Mais reconnu par des frères probablement rencontrés à Lyon, il est arrêté dès la fin de l'office et aussitôt emprisonné. Un procès s'ensuit, ponctué de huit interrogatoires. Il est instruit à charge par l'inflexible Germain Colladon, allié fidèle de Calvin. D'emblée, on accuse Servet d'être un criminel, ce qu'il conteste. Malgré l'édit en vigueur, on lui refuse l'aide d'un avocat. Le tribunal de Vienne ayant réclamé son extradition, on lui offre le choix d'être jugé sur place ou renvoyé en France. Confiant en la clémence de ses juges, il supplie de rester à Genève. Dans cette ville, le parti des « Libertins » a pris le pouvoir au Conseil des Deux-Cents, dirigé par Ami Perrin (en). Hostiles au rigorisme de Calvin, ses membres se montrent plutôt favorables à Servet - certains pensent même qu'il a été appelé par des ennemis du prédicateur pour l'évincer. Mais craignant de passer eux-mêmes pour hérétiques, les Libertins ne le défendront pas.
Servet est incarcéré dans des conditions déplorables, privé d'hygiène et souffrant du froid. Il adresse quatre requêtes à ses accusateurs. Dépassé par les querelles théologiques et ne parvenant pas à établir la culpabilité de Servet, le Petit Conseil en appelle à Calvin. Une controverse écrite, en latin, oppose les deux hommes. Servet se défend comme il peut. Maladroitement, il attaque Calvin : « Si j'avais dit cela, non seulement dit, mais écrit publiquement, pour infecter le monde, je me condamnerais moi-même à mort. C'est pourquoi, Messeigneurs, je demande que mon faux accusateur soit puni, et qu'il soit détenu prisonnier comme moi, jusqu'à ce que la cause soit définie pour mort de moi ou de lui, ou autre peine. Et pour ce faire, je m'inscris contre lui à ladite peine du talion. Et suis content de mourir s'il n'est convaincu de ceci et d'autre chose, que je lui mettrai dessus. Je vous demande justice, Messeigneurs, justice, justice. » Pour sortir de l'impasse, on demande leur avis aux Églises réformées des autres cantons de la Confédération suisse. Le procès prend alors un tour politique. Début octobre 1553, les réponses arrivent, catégoriques : elles approuvent à l'unanimité la nécessité de neutraliser la menace, sans toutefois se prononcer explicitement sur la peine.

#### Supplice
Le 26 octobre 1553, le Petit Conseil rend sa sentence : « Toy, Michel Servet, condamnons à debvoir estre lié et mené au lieu de Champel, et là debvoir estre à un piloris attaché et bruslé tout vifz avec ton livre, tant escript de ta main que imprimé, jusques à ce que ton corps soit réduit en cendres ; et ainsi finiras tes jours pour donner exemple aux autres qui tel cas vouldroient commettre. »
Le lendemain à 11 heures du matin, cet arrêt est lu à Michel Servet dans sa cellule. Ayant espéré jusqu'au bout ne subir qu'un bannissement, il manifeste un violent accès de désespoir. Dans sa langue natale, il s'écrie : « Misericordia ! Misericordia ! » Il supplie qu'on remplace la peine du feu par la décapitation. Mais jusqu'à la fin, il refusera de reconnaître que Jésus est « fils éternel de Dieu » et maintiendra fermement qu'il est « fils du Dieu éternel ».
Le vendredi 27 octobre 1553, vers deux heures de l'après midi, il est conduit à pied au plateau de Champel, actuellement occupé par la clinique La Colline. Le bûcher est dressé depuis le matin. Mais il a plu dans la nuit et le bois, entreposé à l'air libre, est trempé. Effrayé, le condamné aurait promis de donner, contre du bois sec, sa chaîne en or, ses bagues et ses anneaux, restés entre les mains du geôlier. Le bourreau l'attache au poteau en l'entourant plusieurs fois d'une chaîne en fer et en lui liant le cou d'une corde ; il le coiffe d'un feuillage soufré tressé en couronne et accroche à son flanc La Restitution du Christianisme. En apercevant la torche allumée, le condamné pousse un cri déchirant. Il prononce ces derniers mots : « Ô Jésus fils du Dieu éternel, aie pitié de moi ! » Le bois, vert et gorgé d'humidité, se consume avec difficulté. Pris de pitié, quelques témoins auraient jeté des fagots secs dans le bûcher pour en accélérer la combustion. Mais le malheureux meurt au terme d'atroces souffrances, brûlé à petit feu — cruellement, comme le préconisait Calvin : son agonie se prolonge épouvantablement, de trois quarts-d'heure à plusieurs heures selon les témoins.

### Polémiquepost mortem- Mise en cause de Calvin
Le supplice de Michel Servet suscite immédiatement des réactions divergentes, qui nourriront une durable polémique.
Le chancelier de Berne, Nicolas Zurkinden, affirme que la force n'est pas convaincante en matière de religion et qu'il est préférable de laver l'âme des pécheurs en les convertissant.

Sous le pseudonyme de « Martinus Bellius », Sébastien Castellion, un humaniste vaudois réformé proche de Calvin, publie De haereticis, an sint persequendi (Faut-il punir les hérétiques ?). Dans ce recueil de témoignages des Pères de l'Église, d'Érasme et même de Luther, il affirme que la tradition chrétienne s'oppose à l'usage de la force en matière religieuse : 

« Tuer un homme ce n'est pas défendre une doctrine, c'est tuer un homme. Quand les Genevois ont fait périr Servet, ils ne défendaient pas une doctrine, ils tuaient un être humain : on ne prouve pas sa foi en brûlant un homme mais en se faisant brûler pour elle ». »

Quant à Calvin, il a déclaré qu'il ne faut pas se contenter de châtier les hérétiques « d'une simple mort » mais qu'il importe « qu'on les brûle cruellement ». Le 13 février 1546, il confie épistolairement à Guillaume Farel : « Servet m'a écrit dernièrement et a joint à ses lettres un énorme volume de ses rêveries, en m'avertissant avec une arrogance fabuleuse que j'y verrais des choses étonnantes et inouïes. Il m'offre de venir ici (= à Genève), si cela me plaît, mais je ne veux pas engager ma parole : car s'il venait, je ne souffrirai jamais, pour peu que j'eusse du crédit dans cette ville, qu'il en sortît vivant. »
Après la mort du théologien espagnol, il publie un traité sur la Trinité, où il justifie son opposition aux vues de Servet. Théodore de Bèze prend position pour Calvin en 1554 dans son Traité de l'autorité du magistrat en la punition des hérétiques et du moyen d'y procéder : « Le magistrat a l'autorité et le devoir de punir l'hérétique. La corruption par l'hérésie touche l'âme éternelle. Ceux qui corrompent l'âme sont pires que les criminels de sang. »
Établie par les historiens[réf. nécessaire], la responsabilité de Jean Calvin dans la dénonciation, par personne interposée, de Michel Servet à l'Inquisition française, puis dans son exécution à Genève, entachée d'une choquante cruauté, reste très dérangeante pour l'Église réformée. L'inscription du Monument de Michel Servet édifié à Genève en 1903, exonérant Calvin d'une « erreur » propre à son époque, et le refus en 1908, par les autorités genevoises, d'ériger une statue de Servet près du Mur des réformateurs, traduisent cet embarras persistant.

L'écrivain Georges Haldas résume en ces termes la posture morale du théologien genevois : 

« Calvin, on le sait, n'a pas assisté au supplice de sa victime. Pourquoi ? Il a néanmoins écrit, dans sa Déclaration, une page dans laquelle il insiste sur les derniers moments vécus par Servet. Page, en vérité, qui, par sa froideur, son cynisme, son mépris humain, achève, pour ainsi dire, l'auto-portrait du Réformateur. Tout en faisant voir comment la défense, sur le plan intellectuel, du plus noble idéal, peut dissimuler parfois la fange psychique. (...) Qui ne voit que nous avons affaire ici, dans sa sinistre pureté, à la terreur idéologique, qui sacrifie à son idole — non la Vérité, mais l'idée qu'elle se fait de la vérité — des hommes de chair et de sang. Et par là-même, convertit l'or en boue ; le pardon en châtiment ; le sacrifice suprême en meurtre. En d'autres termes, je le répète : un processus, non d'évolution, mais de régression humaine. »

## Œuvre théologique

### Doctrine

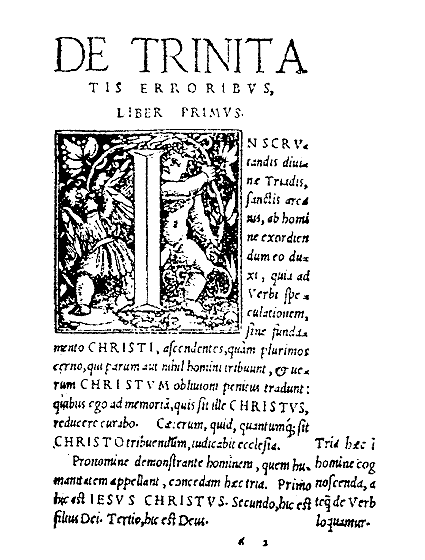
De Trinitatis erroribus - Des erreurs de la Trinité (1531).

Adepte de l'antitrinitarisme et proche de l'unitarisme, Servet soutient que la croyance en la Trinité n'est qu'un sophisme fondé non pas sur la parole biblique mais plutôt sur la façon erronée dont la scholastique enseigne les philosophes grecs. Pour lui, l'essence divine est indivisible et il ne peut y avoir dans la Divinité diversité de personnes. Il souhaite ramener les fidèles à la simplicité authentique des Évangiles et des premiers Pères de l'Église, notamment Tertullien et Irénée. En outre, il espère que l'abolition du dogme trinitaire permettra de convertir par la persuasion Juifs et Musulmans.
Il affirme que le logos divin - manifestation de Dieu et non personne divine - a été uni à un être humain, Jésus, quand l'esprit de Dieu s'est incarné en la Vierge Marie. C'est seulement à partir de sa conception que le Fils a été réellement engendré. Donc le Fils n'est pas éternel, contrairement au logos qui l'a formé. Pour cette raison, Servet rejette l'idée que le Christ serait le « Fils éternel de Dieu » et soutient qu'il n'est que le « Fils de Dieu éternel ». Bien qu'originale, cette doctrine est souvent comparée aux hérésies que furent l'adoptianisme ou le modalisme. Sous la pression des catholiques comme des protestants, il modifie quelque peu cette réflexion. Dans son deuxième livre Dialogues, il fait coïncider le logos avec le Christ. C'est presque la conception qui prévalait avant le premier concile de Nicée. Toutefois, il reste accusé d'hérésie à cause de sa négation de la Trinité et de l'individualité des trois personnes divines.
Servet pousse très loin le principe du retour aux Évangiles. Il estime que ces derniers n'apportent aucune preuve du dogme de la Trinité, que l'Église catholique affirme depuis des siècles. Jésus n'est pas Dieu mais un homme auquel l'essence divine s'est alliée temporairement. Servet s'aliène ainsi la plupart des chrétiens de son temps, d'autant plus qu'il propose une métaphore radicale : la Trinité est un « chien des Enfers à trois têtes, signe de l'Antéchrist ». Cette image sera jugée blasphématoire. Prémonitoire, Calvin écrit alors : « Si Michel Servet vient à Genève, je ne réponds pas qu'il puisse en sortir vivant. »
Il s'affirme cependant chrétien et espère que l'abolition du dogme de la Trinité permettra de rallier au christianisme les fidèles des autres religions monothéistes que sont les Juifs et les Musulmans. Son intérêt pour ces religions concurrentes du christianisme lui sera reproché. De même, son célibat lui vaudra d'être suspecté de débauche. Lors de son procès à Genève, il répondra qu'il a été « coupé d'un côté et rompu de l'autre ».
Encore mal connue, sa pensée semble parfois contradictoire. Il désire « aller plus loin dans le retour aux Écritures ». Invoquant son saint patron, il se prétend, selon certaines sources [réf. nécessaire], le représentant de l'archange Michel qui, dans l'Apocalypse, « chasse la bête ».

### Influence
Par son refus du dogme de la Trinité et le procès au terme duquel il fut brûlé vif, les Unitariens tendent souvent à présenter Servet comme le premier martyr unitarien moderne, bien qu'il ne fût pas un unitaire au sens moderne du terme. D'autres courants de pensée opposés au concept de Trinité, comme les témoins de Jéhovah et l'unité Pentecostalienne, voient en Servet un ancêtre spirituel - l'Unité Pentecostalienne particulièrement, avec les enseignements de Servet sur la divinité de Jésus Christ et son insistance sur l'unicité de Dieu, à l'opposé d'une Trinité où trois personnes différentes seraient individuellement identifiées comme Dieu : « et pourquoi son esprit étant tout Dieu est appelé Dieu, ainsi que dans sa chair est appelé homme. » Emanuel Swedenborg a écrit une théologie schématique qui présente de nombreuses similitudes avec la théologie de Servet.

## Œuvre médicale

### Circulation pulmonaire
Michel Servet incarne pleinement l'Humanisme de la Renaissance : découverte de la petite circulation du sang (pulmonaire) et remise en question du sens des textes sacrés. Jules Michelet, l'un des plus éminents historiens du XIXe siècle, écrivit : 
« Qu'est ce que le XVIe siècle en son dominant ? La découverte de l'arbre de vie, du grand mystère humain. Il ouvre par Servet, qui trouve la circulation pulmonaire… Ainsi monte sur ses trois assises la tour colossale de la Renaissance — par Copernic, Paracelse et Servet. Comment s'étonner de la joie immense de celui qui vit le premier la grandeur du mouvement ? »
L'intertextualité, c'est la circulation du sang, la circulation du sens, la circulation des idées véhiculées par l'imprimerie.

#### Texte
Servet est le premier européen à décrire une circulation pulmonaire. Elle paraît en 1553, non pas dans un livre de médecine mais dans un traité de théologie : Christianismi Restitutio in integrum, au livre V traitant du Saint-Esprit.
Il s'émerveille de la façon dont l'esprit divin pénètre l'Homme. Il perçoit là le souffle de Dieu au cœur de l'homme. Il croit en un Dieu « auquel l'homme peut s'unir ». Il s'oppose ainsi radicalement à Jean Calvin, qui décrit « un souverain Seigneur (…) devant qui l'homme chétif et misérable ne peut que se prosterner dans la cendre, adorer et obéir ».
De la Bible, il sait que l'âme, insufflée en l'homme par Dieu, est contenue dans le sang. De ses connaissances anatomiques, il conclut que la meilleure zone de contact entre le sang et l'âme n'a pu être que les poumons, et non le ventricule gauche du cœur. Il refuse l'éventualité d'un passage entre les deux ventricules, s'opposant ainsi au galénisme. Il note que la largeur de l'artère pulmonaire est trop importante pour les poumons seuls, ainsi que le changement dans la couleur du sang. Il en déduit que le sang veineux provenant du cœur (ventricule droit) reçoit l'air (ou l'âme) dans les poumons :
« Par ailleurs, les poumons envoient vers le cœur, à travers l'artère veineuse (veine pulmonaire), non pas de l'air simple mais de l'air mélangé à du sang ; le mélange s'effectue donc au niveau des poumons (...) Par un artifice semblable à celui par lequel s'accomplit, au niveau du foie, le passage du sang depuis la veine porte vers la veine cave, la transfusion de l'esprit se fait dans le poumon depuis la veine artérielle (artère pulmonaire) vers l'artère veineuse. Celui qui compare ces données à celles énoncées par Galien De usu partium (De l'utilité des parties du corps humain), livres 6 et 7, comprend parfaitement la vérité, alors qu'elle a échappé à Galien. »
En conclusion, il résume ses idées sur la petite circulation : 
« Pour la plus grande partie, l'air inspiré est amené à travers la trachée-artère aux poumons, pour passer dans l'artère veineuse après avoir été transformé par eux. Dans l'artère veineuse, il est mélangé au sang jaune et subtil, et mieux élaboré. Alors la totalité du mélange est attirée par le ventricule gauche du cœur au cours de la diastole ; dans le ventricule gauche par le feu vivifiant qui s'y trouve, le mélange prend sa forme parfaite ; débarrassé durant cette élaboration d'une grande quantité de déchets fuligineux expirés, il devient esprit vital. Le tout est, pour ainsi dire, la substance même de l'âme. »
Ce n'est pas exactement une circulation (retour au même endroit), la circulation pulmonaire (ou petite circulation) de Servet n'est pas un cercle, mais un arc de cercle. Toutefois, « l'opinion de Servet est prophétique allant même au-delà de Harvey en ce qui concerne le rôle de la respiration ».
Cette « démonstration » n'a eu aucun écho à son époque. Le texte de 1546 du « Manuscrit de Paris » n'a pas été publié. La réédition de 1553 a été brûlée sur ordre des autorités religieuses.

#### Édition
Le livre de Servet fut sauvegardé grâce à l'exemplaire utilisé par l'un des magistrats pour obtenir sa condamnation. Il est parvenu jusqu'à nous, sous la forme d'une édition publiée en 1694 par l'érudit anglais William Wotton. En 1697, le chirurgien anglais Charles Bernard s'aperçoit qu'une dizaine de pages sur les 734 du livre concernent la médecine et la petite circulation.
Il ne reste aujourd'hui que trois exemplaires conservés à Édimbourg (Bibliothèque de l'Université, depuis 1698), Paris (Bibliothèque Nationale de France, acquis par la Bibliothèque Royale en 1779) et Vienne (Bibliothèque Nationale d'Autriche),. L'exemplaire de Vienne a servi à une nouvelle édition, imprimée en 1790 à Nuremberg par Christoph Gottlieb von Murr. Cette réimpression, également très rare, se trouve à la Bibliothèque de l'Université de Bâle.

#### Postérité
Les historiens occidentaux pensent aujourd'hui que ce texte pourrait s'inspirer de la découverte de la circulation pulmonaire faite en 1242 par Ibn Nafis, né à Damas en 1213. Il est possible que Servet ait eu l'écho d'Ibn-Nafis, mais « aucune preuve ne vient le confirmer aux yeux de l'historien ». Comme celle d'Ibn-Nafis, la démarche de Servet s'inscrit aussi dans un cadre théologique ou philosophique (opinion fondée sur la conclusion d'un discours logique). L'anatomie reste étroitement couplée avec la religion. Servet a voulu prouver l'existence de l'âme dans le sang, insufflation divine lors de la création de l'homme, conformément à la Bible (Gen. 9, Levit.17 et Deut. 12).
La priorité de la démonstration expérimentale de la circulation cardio-pulmonaire est attribuée à Realdo Colombo (1510-1559) et à son élève Andrea Cesalpino (1519-1603), ce dernier utilisant les termes de capillamenta (capillaires) et de circulatio (circulation). À partir d'eux, la circulation sanguine générale sera pleinement reconnue des médecins européens avec la publication de William Harvey en 1628, fruit de son travail sur les dissections, et dans un cadre conceptuel différent (méthode expérimentale et raisonnement quantitatif).

### Autres
Toujours dans son livre « La restauration du christianisme », il écrit que le Saint-Esprit ou Esprit, en grec Πνεῦμα Pneuma le souffle, est acheminé du ventricule gauche vers les artères de tout le corps, y compris celles qui conduisent à la base du cerveau :
« À cet endroit, l'esprit vital est perfectionné, surtout au niveau du plexus rétiforme . Là se produit la transformation de l'esprit vital en esprit animal, qui se dirige vers le siège véritable de l'âme raisonnable. Ensuite il devient encore plus subtil sous l'influence d'une force ardente de l'esprit ; il est transformé et perfectionné dans des vaisseaux d'une finesse extrême, semblables à des artères capillaires, situés au niveau des plexus choroïdes et renfermant la quintessence de l'esprit. »
Ce passage a été interprété comme une évocation de l'influx nerveux, ou encore comme une remise en question de la position centrale des idées (cœur/cerveau) à l'instar de l'héliocentrisme de Copernic (terre/soleil).
Il convient enfin de signaler des notes marginales dans l'édition des œuvres complètes de Galien, Opéra Omnia ; une étude sur la syphilis dans l'Apologie contre Leonhart Fuchs, et particulièrement les 224 nouvelles recettes de sa pharmacopée Dispensarium, qui est devenue la principale référence pour les médecins et les galénistes.

## Publications

### Contexte intellectuel et social
Sous la Renaissance, l'invention de l'imprimerie bouleverse la diffusion du savoir. Elle permet une plus grande facilité d'expression, elle ravive les controverses et multiplie les polémiques. En réaction, les États et les Églises vont imposer des limites et une censure dans les domaines où les pouvoirs en place se sentent menacés (politique, religion, philosophie).
Avec la Réforme, l'Europe est divisée sur la question religieuse, il en est de même des imprimeries. Celles des pays catholiques (Italie, Espagne) ou de villes allemandes comme Cologne ou Ingolstadt ne publient pas d'auteurs protestants, même sur des sujets non-religieux. Les imprimeries de villes luthériennes comme Leipzig, Nuremberg ou Wittemberg ne publient pas d'auteurs catholiques ou calvinistes. Très peu d'imprimeries acceptent des auteurs anabaptistes.
Toutefois, il existe aussi des exceptions notables où les autorités sont plus tolérantes. Des auteurs venus de toute l'Europe, peuvent se faire imprimer à Anvers, Bâle, Francfort ou Strasbourg. Ces situations sont diverses et variables selon les lieux et les périodes.
Les intellectuels pouvaient soutenir n'importe quelle opinion non orthodoxe, à condition de le faire en privé (conversation ou lettres). Les auteurs, de toute nation ou religion opposées, restaient donc en contact, entretenant des correspondances ou échangeant des livres. Si un point de vue philosophique contredisait la doctrine religieuse locale, il ne pouvait pas être exposé publiquement et encore moins imprimé, sous peine de déclencher une machine répressive allant de la réprimande au bûcher.

### Ouvrages principaux
En Alsace, Servet fait imprimer deux opuscules de théologie chez Jean Setzer à Haguenau. C'est le début de sa correspondance avec Calvin :
- Sur les Erreurs de la Trinité - De Trinitatis erroribus (1531) - Sept livres sur les erreurs de la Trinité, édition bilingue. Introduction, traduction et annotations de Rolande-Michelle Benin, Marie-Louise Gicquel, Paris, Honoré Champion, 2008 (631 pages) ;
- Deux livres de dialogues sur la Trinité - Dialogorum de Trinitate libri duo (1532). Dialogues sur la Trinité en deux livres et De la justice du royaume du Christ en quatre chapitres, édition bilingue. Introduction, traduction et annotations de Rolande-Michelle Bénin et Marie-Louise Gicquel, Paris, Honoré Champion, 2009, édition bilingue ;
- La Restauration du christianisme - Christianismi Restitutio (1553). Michel Servet publie cet ouvrage qui causera sa perte. Edition bilingue en deux tomes. Introduction, traduction et annotations de Rolande-Michelle Bénin (1 754 pages). Paris, Honoré Champion, déc. 2011.

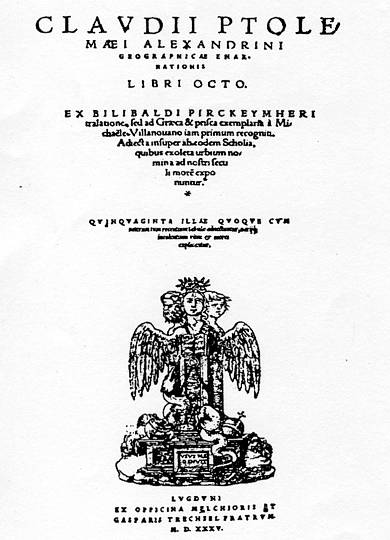
Claudii Ptolemaeii Alexandrinii geographicae enarrationis libri octo - Huit livres du commentaire géographique de Claude Ptolémée d'Alexandrie (1535).

En 1535, il est correcteur d'imprimerie chez les frères Trechsel à Lyon. Il publie, sous le nom de Michel de Villeneuve, une nouvelle édition de Ptolémée : Huit livres du commentaire géographique de Claude Ptolémée d'Alexandrie - Claudii Ptolemaeii Alexandrinii geographicae enarrationis libri octo.  L'ouvrage est dédié à Sébastien, évêque de Brixen dans sa première édition et à Pierre Palmier dans sa seconde. L'auteur précise qu'il s'agit d'une traduction latine de Willibald Pirckheimer à partir du grec. Mais il précise avoir compulsé lui-même les textes originels. L'expert Henri Tollin (1833-1902) considère que, vu l'exhaustivité de ses commentaires, Michel de Villeneuve est « le père de la géographie comparée ».
En 1536, il rédige un pamphlet en faveur de son ami Symphorien Champier contre les attaques de Leonhart Fuchs (à propos de croyances luthériennes et catholiques) : Les excuses contre Leonhart Fuchs. In Leonardum Fucsium Apologia. Lyon, imprimé par Gilles Hugetand avec un prologue parisien, toujours sous le nom de Michel de Villeneuve. Dans une deuxième partie, il traite des propriétés d'une plante médicinale. La dernière partie, signée par un élève qui est attaqué par un professeur, évoque l'origine de la syphilis.
En 1537, il fait paraître un traité de thérapeutique : Explication Universelle des Sirops (Syruporum universia ratio). Paris, imprimé par Simon de Colines, signé Michel de Villeneuve. Ce traité comprend un prologue, L'utilisation des sirops, et cinq chapitres : I Qui est la concocción et qui est unique et pas de multiples ; II Quelles sont les choses que vous devriez savoir ; III Que la concocction est toujours… ; IV Les aphorismes d'Hippocrate ;  V Sur la composition de sirops de l'exposition. L'auteur mentionne des traitements pharmaceutiques qu'il exposera plus longuement dans sa pharmacopée Enquiridion ou Dispensarium. Outre Claude Galien, il cite deux de ses professeurs, Jacques Dubois et Johann Winther d'Andernach. L'ouvrage est l'occasion d'exalter le galénisme gréco-romain au détriment d'Avicenne et des médecins arabistes. Cette publication connaît un grand succès, avec cinq éditions en 11 ans (deux à Lyon et trois à Venise).
En 1538, il attaque les professeurs de la Faculté de médecine dans un pamphlet intitulé Discours de Michel de Villeneuve pour l'Astrologie et contre un certain médecin. Michaelis Villanovani in quedam medicum apologetica disceptatio pro Astrologia.
L'auteur réfute Jean Tagault, doyen en exercice, qui s'est attaqué à l'astrologie qu'ont pourtant louée de grands penseurs. Exposant les idées de Galien, d'Hippocrate, de Platon et d'Aristote, il explique comment un bon médecin peut prédire les effets des planètes, qui gouvernent la santé. La Lune et le Soleil influent non seulement sur l'océan, les vents et les pluies, mais aussi sur les menstruations, la vitesse de décomposition des cadavres... L'astrologie est bonne car elle génère un désir de sagesse qui élève la pensée humaine. Le premier argument de Tagault réside dans l'incohérence de l'astrologie, qui conduit à des prédictions différentes et ne constitue donc pas une science en soi. Michel de Villeneuve réfute cet argument en rappelant que l'essence de la Loi consiste à ne pas démontrer que la Loi est fausse. Il existe différents diagnostics en vertu d'une même doctrine médicale : « Toute science est une conjecture, si ce n'était pas, nous serions dieux. Nous ne devons pas condamner à la science. » Comme deuxième argument, Tagault avance que le ciel étant observé de partout de la même manière, il est statique. L'astrologie affirme donc que les choses sont comme elles ne sont pas. Michel de Villeneuve retourne cet argument en expliquant que cette affirmation peut être utilisée contre la médecine. Et partant du principe que toutes les observations sont les mêmes, il dénonce l'ignorance de Tagault en mathématiques, même s'il présume qu'il les a étudiées.
La polémique est tranchée par le Parlement de Paris : Servet est sommé de renier ses écrits et de renoncer à la divination, ce qu'il fait avant de quitter Paris. En 1542, il publie à Lyon et à Vienne, des éditions de la Bible, d'après la traduction latine du dominicain Sante Pagnini : Bible sacrée des traductions de Sante Pagnini, hebraïste. Biblia sacra ex Santes Pagnini tralation.  Michel de Villeneuve est cité dans le prologue.
On trouve aussi la Bible sacrée des anciens de l'église. Biblia sacra ex postremis doctorum. Vienne, édité par Delaporte et imprimé par Trechsel. Anonyme (1542), et la Bible Sainte avec commentaires. Biblia Sacra cum Glossis. Lyon, imprimé par Trechel et Vincent. Anonyme (1545). Cette dernière est aussi appelée « Bible fantôme » par certains servetistes qui nient son existence. Cet ouvrage anonyme est édité en vertu du contrat conclu en 1540 par Michel de Villeneuve avec la compagnie des libraires. Le livre comprend 6 volumes et un index, illustrés par Hans Holbein. Une recherche sur cet ouvrage a été effectuée par Julien Baudrier dans les années 1960. González Echeverría en a démontré l'authenticité à la Société Internationale d'Histoire de la Médecine grâce à un exemplaire conservé dans les archives de la ville de Tudela.
Le Manuscrit de Paris (sans date) était considéré comme un projet du Christianismi Restitutio. La paternité de Servet a été confirmée par Gonzalez Echeverria, grâce à une comparaison graphologique avec le  Manuscrit de l'Université Complutense de Madrid.
En 1553 il publie l'ouvrage qui causera sa perte :  La Restauration du Christianisme. Christianismi Restitutio. Le livre se présente comme un in-octavo avec un titre de couverture en latin, et deux sous-titres, l'un en hébreu, l'autre en grec. Il ne porte aucun nom de lieu, d'imprimeur ni d'éditeur. La dernière page se termine par des initiales « M.S.V. » (bien que le nom de Servet apparaisse dans un dialogue) avec, en dessous, l'année 1553.
Seul Balthazar Arnoullet, imprimeur lyonnais installé à Vienne, a accepté de faire paraître le livre à compte d'auteur. Il s'agit d'un travail théologique de 734 pages sur la Trinité. Au chapitre V, pages 169 à 178, Servet présente la circulation pulmonaire et le devenir de l'esprit vital dans les vaisseaux cérébraux. L'œuvre traite aussi des médicaments.

### Nouvelles œuvres
La Biblia Sacra Ex Postremis Doctorum  a été authentifiée comme étant une œuvre de Michel Villeneuve - ou Servet - à partir des contrats passés en 1540 avec les éditeurs et imprimeurs de la Compagnies des Libraires (Melchior et Gaspard Trechsel et les frères Frellon) et par rapprochement avec des œuvres anonymes contemporaines. Le chercheur González Echeverría a démontré à la Société internationale d'histoire de la médecine,,,,, la Société Espagnole de l'Histoire de la Médecine,,, et de la Royale Académie de Médecine de Catalogne, que Michel a écrit cinq ouvrages médicaux, deux œuvres, deux œuvres bibliques et trois traités de grammaire latine-espagnole.

#### Œuvres bibliques illustrées
- 1540. Le Ymagines des Histoires de l'Ancien Testament, Anvers, imprimé par J. Stelsius. Traduction du latin en espagnol, avec 92 illustrations de Hans Holbein[42],[46].
- 1543. Portraits ou des Tableaux de l'Histoire de l'Ancien Testament, Lyon. "Novenas" et "quintillas" (une sorte de poème espagnol) avec 94 illustrations de Hans Holbein le Jeune[42],[46],[52].

#### Quatre œuvres grammaticales non illustrées
(à part l’Andriana, elles ont été conçues pour des étudiants.)
- 1543 Longipetala moribus nomine Catonis. Distiques morales de Caton, Lyon, Frellon. Traduction d'une œuvre du même nom par Mathurin Cordier[42].
- 1549 Commentarius Latinae Linguae Elegantia puerorum. Livre pour enfants sur l'élégance et la variété de la langue latine. Louvain, Byrckmann Sasseno/veuve. Traduction en espagnol de l'ouvrage par Mathurin Cordier. Dans l'édition de 1551 à Lyon par Jean Frellon, il est associé à Byrckmann pour la promotion d’œuvres espagnoles[42],[47].

- 1549 Andria. Le Andriana (Louvain, Byrckmann Sasseno/veuve). Traduction d'une œuvre antérieure de Charles Estienne. Gonzalez Echeverría pense qu'il s'agit probablement d'une œuvre de Servet mais ne peut le prouver[42],[47].
- 1549  De octo orationis partium constructione libellus. Travailler sur les huit parties de la proposition." Lyon, Jean Frellon. Ce travail contient des paragraphes identiques aux travaux précédents de Michel de Villeneuve de 1543, Distiques Morales de Caton[42].

#### Ouvrages médicaux

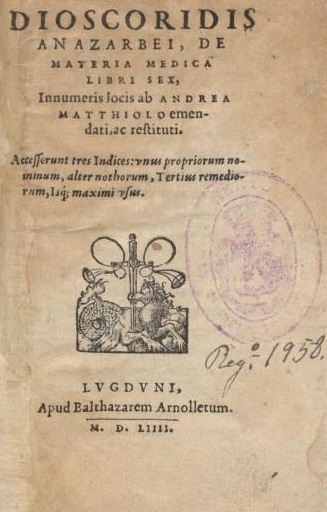
L'une des 4 couvertures de lHommage des imprimeurs Lyonnais à Michel Villeneuve du Dioscoride-Materia Medica. Imprimé par Balthazar Arnoullet à Lyon, 1554.

- (c. 1538) "Manuscrit de Complutense," Paris. Écrit sur une Dioscoride – Materia Medica de Jean Ruel de 1537, imprimé par Simon de Colines. González Echeverria a commandé une étude graphologique comparative avec le "Manuscrit de Paris", autographe Michel de Villeneuve. Des paléographes de Séville ont conclu que des centaines de notes manuscrites proviennent de la même main que celle du manuscrit de Paris, un projet de Christianismi Restitutio in integrum. Par exemple, Michel de Villeneuve utilise le même terme - "Concoctio" - que dans son Explication universelle des sirops, un recueil de théories médicales comprenant des phrases en grec et en hébreu[42].
- 1543. Dioscoride-Materia Medica - 1re édition à Lyon, par Frellon commentaires médicaux et notes sur Vienne, Montpellier et médecin Guillaume Rondelet. Plusieurs éditions ultérieures[43],[44],[45],[48],[49],[53].
- 1543. La pharmacopée Dispensarium  ou Enquiridion, Lyon, Frellon. Travail complémentaire de la précédente Dioscoride-Materia Medica de la même année, avec 224 recettes originales et d'autres par Lespleigney et Chappuis. Plusieurs éditions ultérieures[43],[45],[48],[49].
- 1548 - 1551. Opera Omnia de Galien, Lyon, Jean Frellon. Cinq volumes (quatre volumes et un index) comprenant des œuvres d'André Vésale, de John Caius, de Janus Cornarius, de Jacobus Sylvius, et d'Andernach. Prologues de Michel de Villeneuve. Édition conservéze à l'Université de Salamanque[42],[50].
- 1554. Dioscoride-Materia Medica. Appelée par Gonzalez Echeverria édition "Hommage des imprimeurs Lyonnais à Michel Villeneuve", sous la direction de Jean Frellon, Guillaume Rouillé, Antoine Vincent et Balthazar Arnoullet et imprimé par Balthazar Arnoullet à Lyon. Unique édition de cet ouvrage, c'est un hommage de ses collègues et amis juste après son supplice. Il contient des commentaires de Mattioli (signés) et Michel de Villeneuve (non signés). Ces commentaires correspondent parfaitement à l’œuvre Dioscoride-Materia Medica de 1543. Ce livre atypique comporte 4 couvertures différentes, une édition particulière ayant été réalisée pour chaque éditeur et ami de Servet[42].

Le professeur John M. Riddle de l'Université d'État de Caroline du Nord, l'un des plus grands experts des Dioscoride-Materia Medica, décrit les deux œuvres de 1543 et 1554 comme anonymes. Après examen du travail de Gonzalez Echeverría, il tient Michel de Villeneuve pour auteur des deux ouvrages.

## Postérité
En Suisse :
- à Genève :

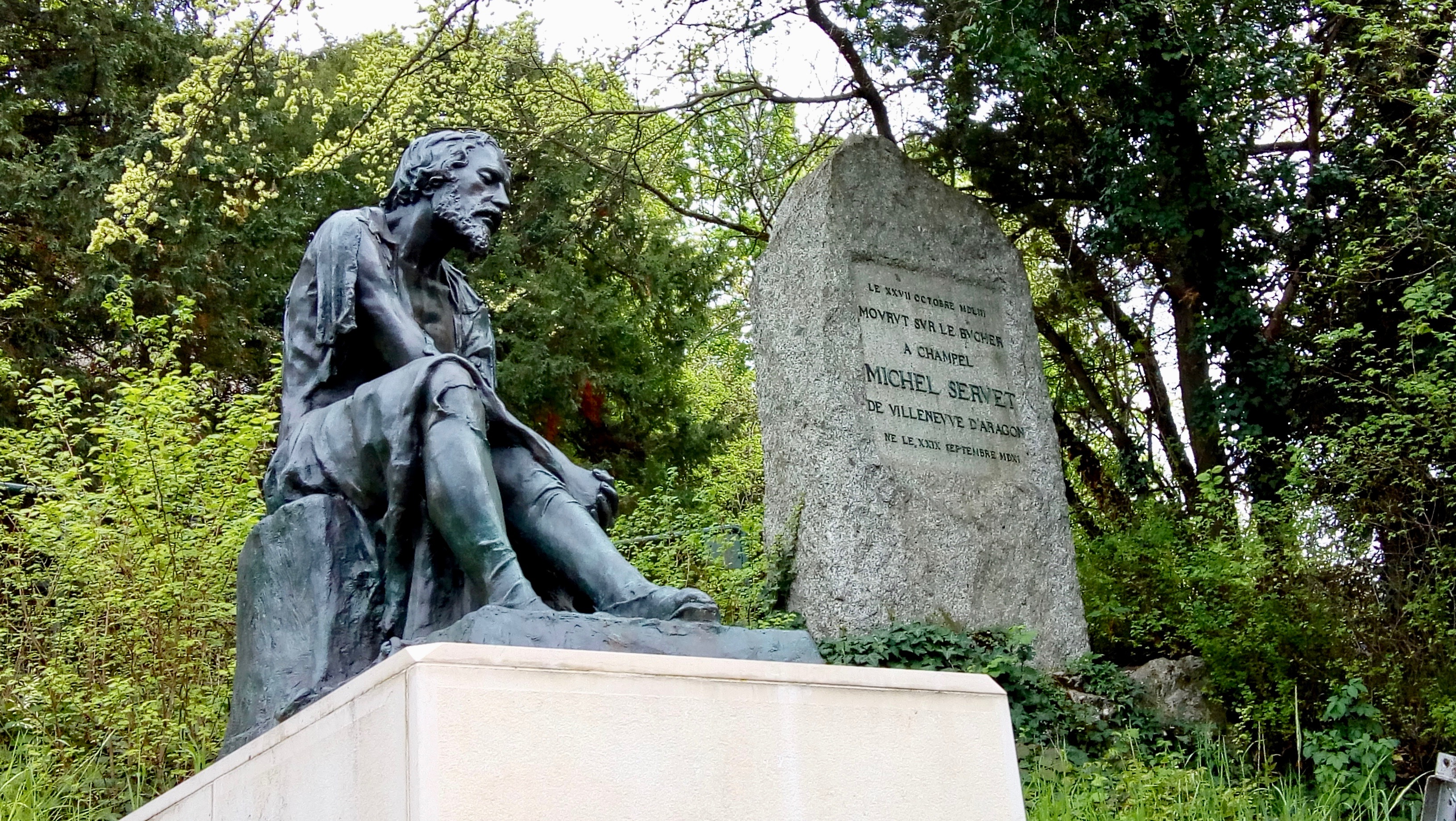
Monument expiatoire de Genève.

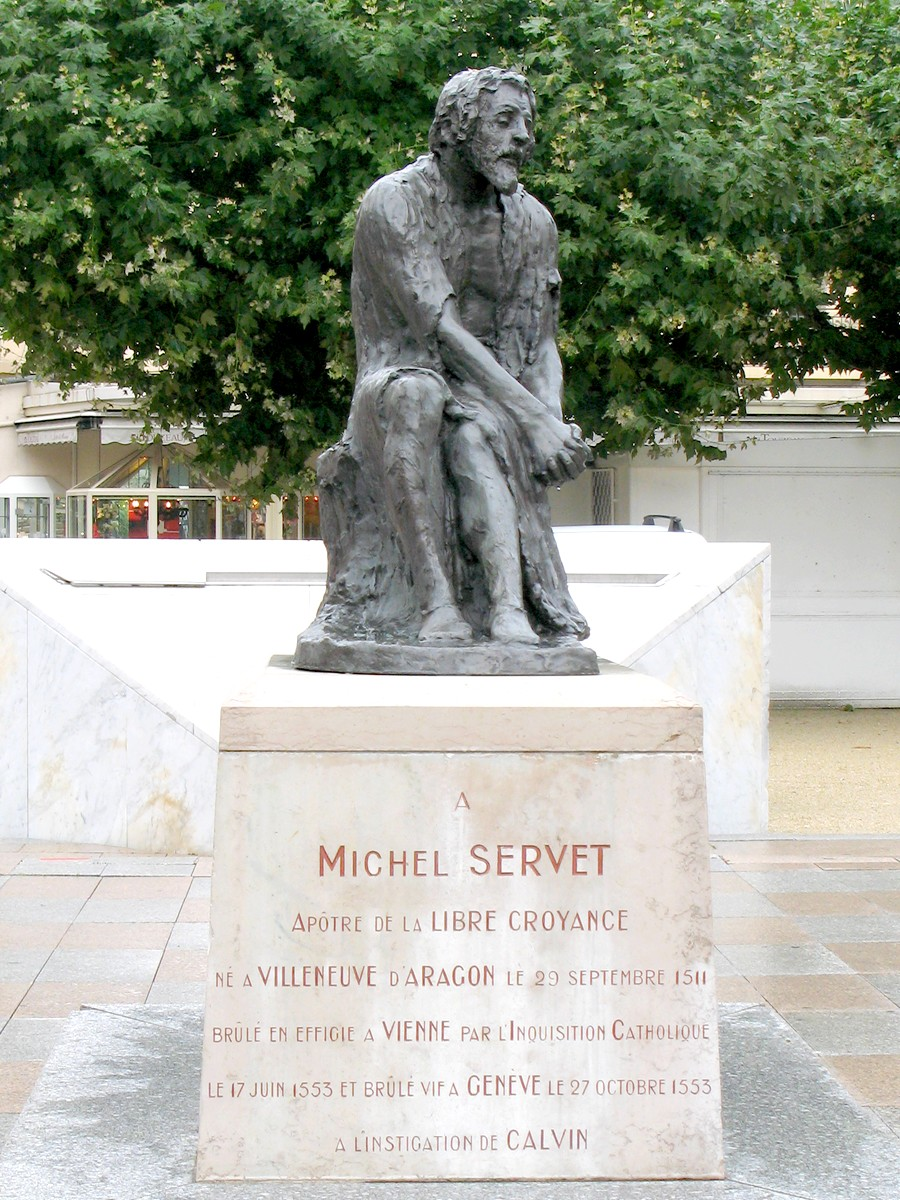
Statue d'Annemasse.

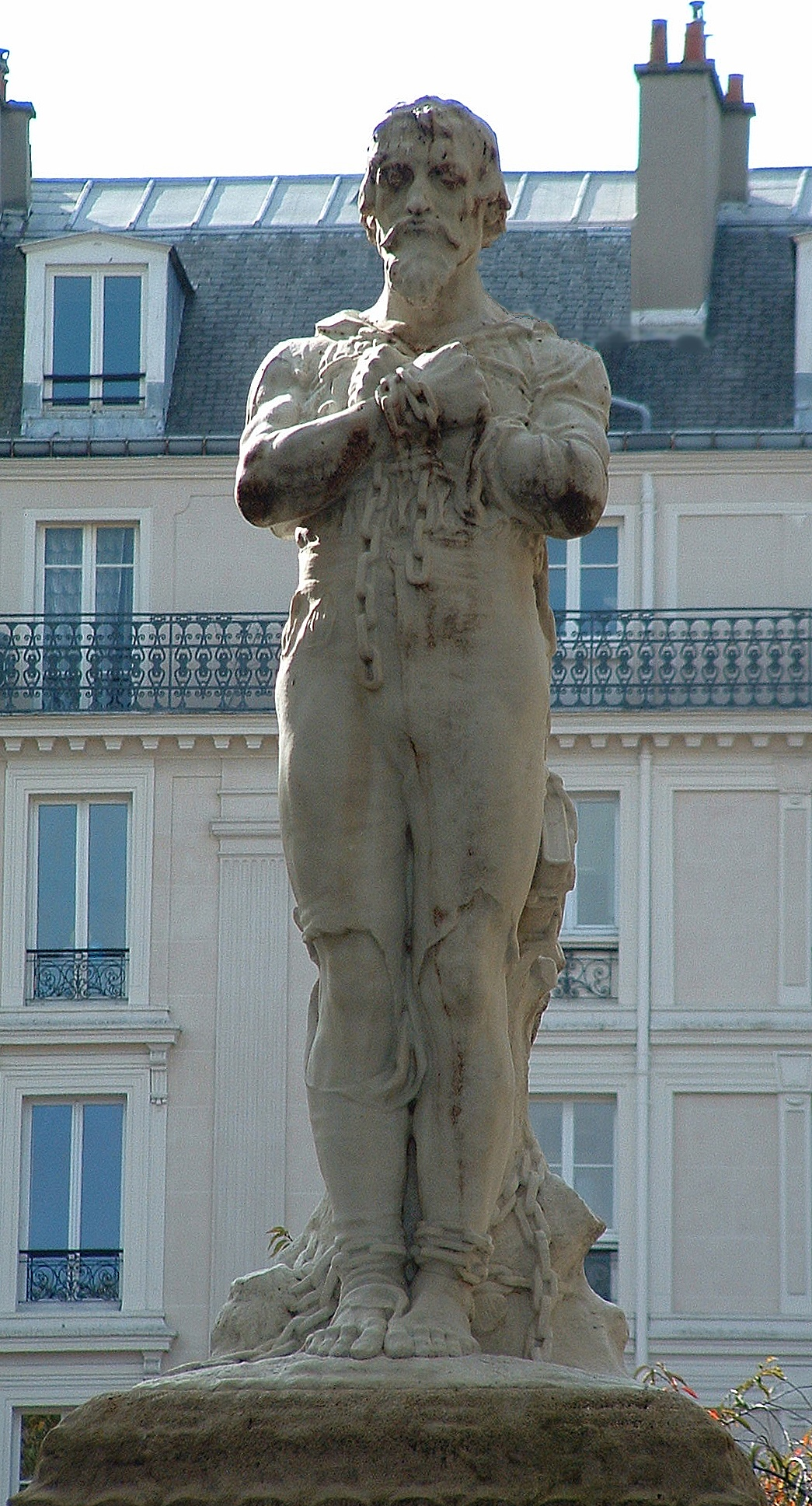
Statue de Paris (14e).

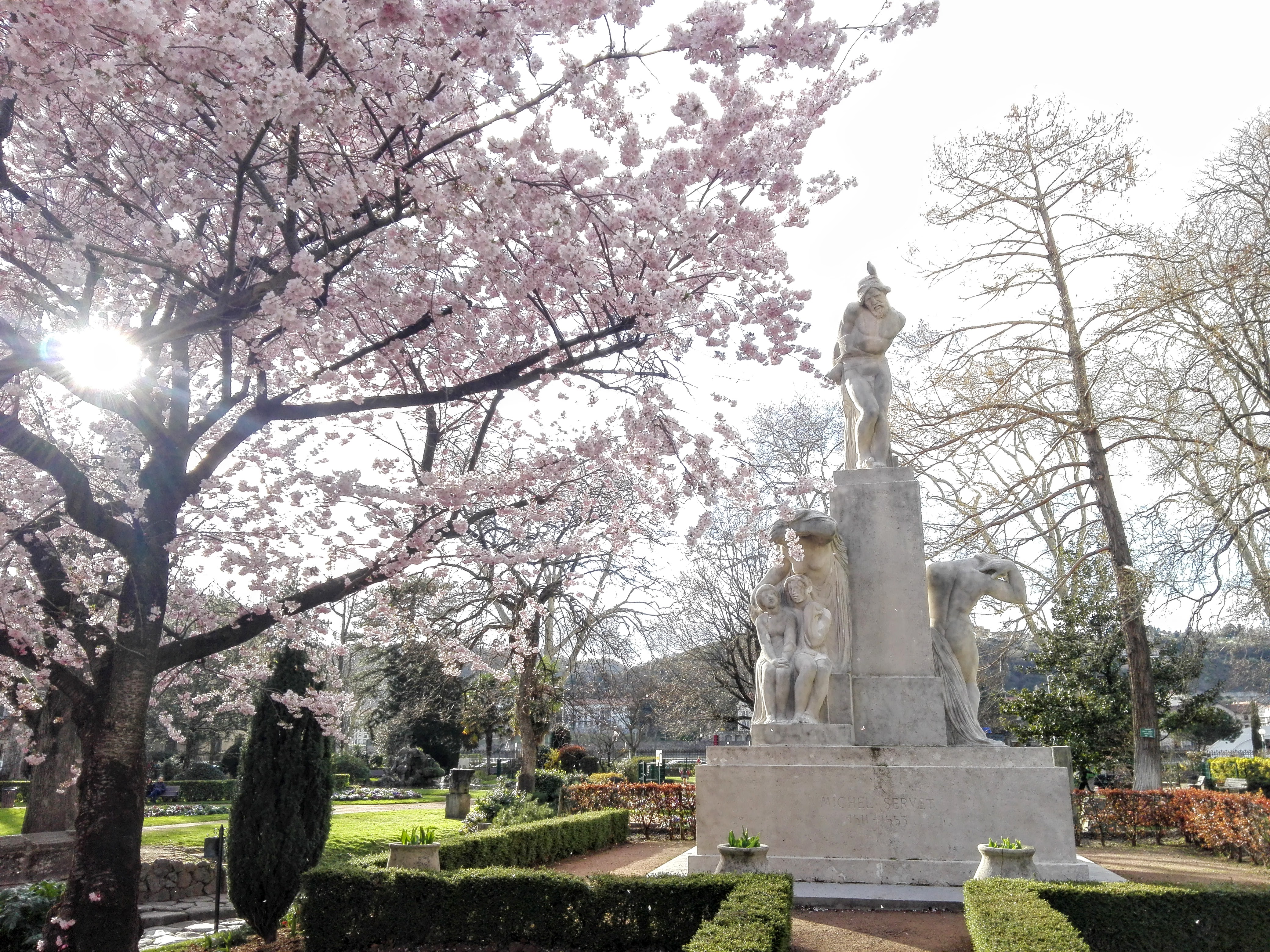
Monument de Vienne au printemps.

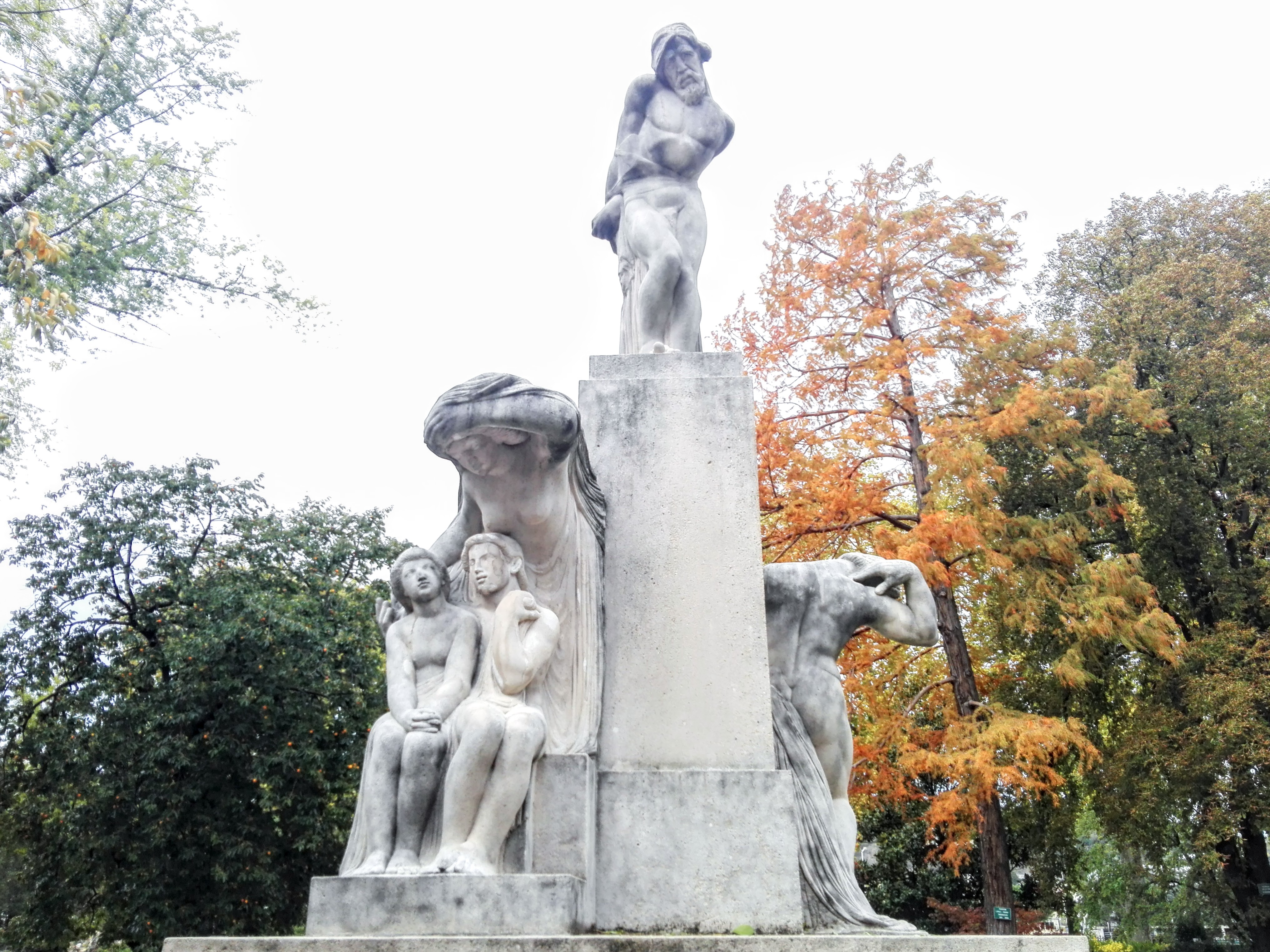
Monument de Vienne en automne.

  - un monument expiatoire est érigé en 1903 près de l'emplacement du bûcher de Champel. Il s'agit d'un menhir comportant une inscription où les « fils respectueux et reconnaissants de Calvin » condamnent « une erreur[n] qui fut celle de son siècle » ;
  - le 3 octobre 2011, pour le 500e anniversaire de la naissance de Michel Servet, sa statue est inaugurée à côté du monument précité par l'homme politique Rémy Pagani. C'est la copie d'une œuvre de Clotilde Roch refusée par Genève en 1902 et installée en France, à Annemasse, en 1908[55],[56] ;
  - une rue porte son nom ;
  - le nom de La Servette donné à un quartier de Genève n'a aucun rapport avec Michel Servet : c'est celui d'une ancienne propriété. L'appellation des clubs sportifs Servette FC et Genève-Servette Hockey Club y trouve son origine.

En France :
- trois monuments honorent sa mémoire :
  - une statue le représentant se trouve sur la place de la Mairie d'Annemasse. C'est la réplique, dévoilée le 4 septembre 1960, de l'œuvre de la sculptrice Clotilde Roch placée à cet emplacement en 1908 et fondue le 13 septembre 1941 pour en récupérer le métal. Plus tard, la Résistance dépose sur son socle subsistant une couronne portant l'inscription « À Michel Servet, la première victime du fascisme ». L'inscription actuelle indique : « À Michel Servet, Apôtre de la libre croyance, né à Villeneuve d'Aragon le 29 septembre 1511, brûlé en effigie à Vienne par l'Inquisition Catholique le 17 juin 1553, et brûlé vif à Genève le 27 octobre 1553, à l'instigation de Calvin » ;
  - une statue de marbre, le représentant enchaîné au bûcher, due au sculpteur Jean Baffier, est érigée en 1908 square de l'Aspirant-Dunand, dans le 14e arrondissement de Paris. Son socle porte l'inscription « À la garde du peuple ». Ce monument est régulièrement fleuri par les chrétiens unitariens et les libres-penseurs ;
  - un monument dû au sculpteur Joseph Bernard est inauguré en 1911 à Vienne, où le théologien vécut après 1540 ;
- plusieurs établissements scolaires rappellent son souvenir :
  - un collège à Annemasse[57] ;
  - un collège à Charlieu[58] ;
  - un lycée hôtelier à Lille ;
  - une école maternelle et élémentaire à Vienne ;
  - une école élémentaire à Lyon (1er arrondissement) ;
- une dizaine de voies portent son nom :
  - une rue à Besançon, Bourges, Dijon, Lille, Rennes, Saint-Étienne, Valence et Villeurbanne ;
  - un boulevard à Romans-sur-Isère et Vienne.

En Espagne :
- à Saragosse :
  - une copie de la statue de Clotilde Roch s'élève devant la façade principale de l'hôpital universitaire de Saragosse qui porte maintenant le nom de Servet, après avoir longtemps porté celui de Jose Antonio Primo de Rivera, fondateur de la Phalange espagnole. Son inscription rappelle les propos de Sébastien Castellion, qui condamna Calvin sans appel après l'exécution de Servet : « Matar a un hombre no es defender una doctrina es matar a un hombre » (Tuer un homme n'est pas défendre une doctrine, c'est tuer un homme) ;
  - à l'université de médecine, une statue le représente assis ;
  - dans la rue Asalto, une stèle le montre de profil gauche ;
  - une rue porte son nom ;
- à Villanueva de Sigena :
  - une statue le représente près de l'église. Sa maison natale abrite un centre d'études qui lui est dédié[4] ;
- à Huesca :
  - un parc portant son nom est orné de son buste par Blanca Marchán ;
- plusieurs établissements scolaires perpétuent son souvenir :
  - école Miguel Servet à Fraga ;
  - CE Miguel Servet à L'Hospitalet de Llobregat ;
  - CEIP Miguel Servet à Madrid ;
  - IES Miguel Servet à Saragosse ;
  - IES Miguel Servet à Séville ;
- dans de nombreuses villes, des rues portent son nom.

## Citations
- Dans la Géographie de Ptolémée :

« Colomb a découvert un continent et nombre d'îles que gouvernent maintenant avec bonheur les Espagnols. C'est pourquoi il est complètement erroné d'appeler ce continent Amérique, puisque c'est bien après Colomb que Amerigo s'y est rendu. »
« La Hongrie produit du bétail ; la Bavière des cochons ; la Franconie des oignons, des navets, de la réglisse ; la Souabe des catins ; la Bohême des hérétiques, la Bavière encore, des voleurs ; la Suisse des bourreaux et des bergers ; la Wesphalie des menteurs et toute l'Allemagne des gloutons et des ivrognes. »
« La condition des paysans d'Allemagne est affreuse. Ils vivent çà et là dans la campagne, campant dans des huttes de torchis, de bois et de paille. Ils se nourrissent d'avoine et de légumes cuits, boivent de l'eau et du petit-lait. Les autorités de chaque territoire les dépouillent et les exploitent ; c'est la raison de la récente révolte des paysans et de leur soulèvement contre les nobles. Mais les pauvres échouent toujours. »
« Les Français sont pleins d'entrain, légers, sociables et totalement dépourvus de l'hypocrisie et de la gravité des moroses Espagnols. En France, les hôtes sont reçus dans les auberges le plus civilement du monde. En Espagne, avec rudesse comme par des rustres, si bien que le voyageur fatigué est obligé de quêter sa nourriture de village en village. En Espagne, les inquisiteurs disposent d'un immense pouvoir contre les Marranes et les Maures, et agissent avec la plus grande sévérité. »
- À propos du pape :

Lors du couronnement de Charles Quint : « Il se fait porter par des hommes sur leurs épaules et adorer comme Dieu sur terre, chose que, depuis la création du monde, jamais impie n'a eu l'audace de tenter. Nous l'avons vu, de nos yeux vu, porté pompeusement sur des nuques princières, brandissant la croix à trois branches, et adoré au milieu des places publiques, par tout un peuple à genoux. Au point que ceux qui parvenaient à baiser ses pieds ou ses mules s'estimaient heureux par-dessus les autres, et proclamaient qu'ils avaient obtenu nombre d'indulgences, grâce auxquelles des années de souffrances infernales leur seraient remises. Ô la plus vile des bêtes, ô la plus effrontée des catins. »
Dans la « Restitution du christianisme » : « Qui ajoute foi aux impostures du Pape, puisque lui-même ne croit pas ce qu'il fait ? En cachette il rit de notre sottise, et toute la Curie romaine en rit également. »
- À Jean Calvin :

« Tu es un abstrait ; tu fabriques tout. »
- À propos des querelles théologiques entre catholiques et réformés :

« Il me semble qu'il y a chez tous une part de vérité et une part d'erreur et chacun épie l'erreur des autres sans arriver à voir la sienne. Que Dieu, dans sa miséricorde, nous rende capables de percevoir nos erreurs sans entêtement. »
« Ni la doctrine catholique, ni la doctrine protestante ne sont conformes à l'Écriture. Chacune de ces Églises ne connaît qu'une partie de la vérité ; et ne veut pas reconnaître ses fautes. »
« Je ne suis ni en accord ni en désaccord avec l’un ou l’autre des deux camps. Tous deux me semblent avoir quelque vérité et quelque erreur. Chacun remarque les erreurs de l’autre, mais aucun ne discerne les siennes. »
- À propos de Dieu :

« La connaissance véritable de Dieu est celle qui relève non pas de ce qu'il est, mais de ce qu'il n'est pas. Personne ne connaît Dieu tant qu'il ne connaît pas par quels moyens celui-ci s'est manifesté. »
« L'essence divine est indivisible (...), il ne peut y avoir dans la Divinité diversité de personnes. »
- À propos du Christ :

« Le divin s'est abaissé jusqu'à l'humain pour que l'humain puisse se hausser au divin. Notre homme intérieur n'est rien d'autre que le Christ lui-même. »
- À propos de la vérité :

« Je puis davantage apprendre d'un ennemi là où il affirme la vérité que de deux cents mensonges des nôtres. »
- À propos de l'Homme :

« L'esprit de l'Homme a toujours en lui ou l'esprit de Dieu ou l'esprit du Diable ; mais c'est l'esprit de l'Homme dont les puissances surhumaines se disputent la domination ; l'esprit de Dieu quelquefois ne cessant de nous avertir dans les moments mêmes où nous souffrons sous l'action du mauvais esprit. »
- À propos de la liberté d'opinion religieuse :

« Il est grave de tuer un homme pour les idées qu'il professe en matière de religion. »
À Œcolampade : « C'est là une des infirmités de la nature humaine que nous tenions pour imposture et impiété l'opinion de tous ceux qui ne sont pas nous, car à personne n'est donnée l'intelligence de ses propres errements. (...) Il me paraît grave de tuer des hommes sous prétexte qu'ils se trompent sur quelque point d'interprétation, alors que, nous le savons bien, les élus ne sont pas toujours eux-mêmes à l'abri de l'erreur. »
- À propos des poursuites dont il est l'objet :

« Tel est l'aveuglement du monde, que je fus traqué pour être mené à mort. »
- À la Seigneurie de Genève, dans sa deuxième requête :

« Mes très honorés Seigneurs, je vous supplie très humblement qu'il vous plaise abréger ces grandes dilations - c'est-à-dire « ce long délai » - ou me mettre hors de la criminalité. Vous voyez que Calvin est au bout de son rouleau, ne sachant ce que doit dire, et pour son plaisir me veut ici faire pourrir en la prison. Les poux me mangent tout vif, mes chausses sont déchirées, et n'ai de quoi changer, ni pourpoint ni chemise, qu'une méchante. »

## Opéra
- Le Procès de Michel Servet, opéra en trois actes de Shauna Beesley et Jean-Claude Humbert, créé à Genève en octobre 2011[59].

## Galerie d'images

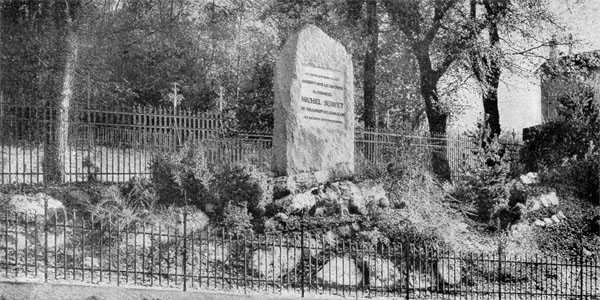
Monument expiatoire de Champel à Genève (1903).
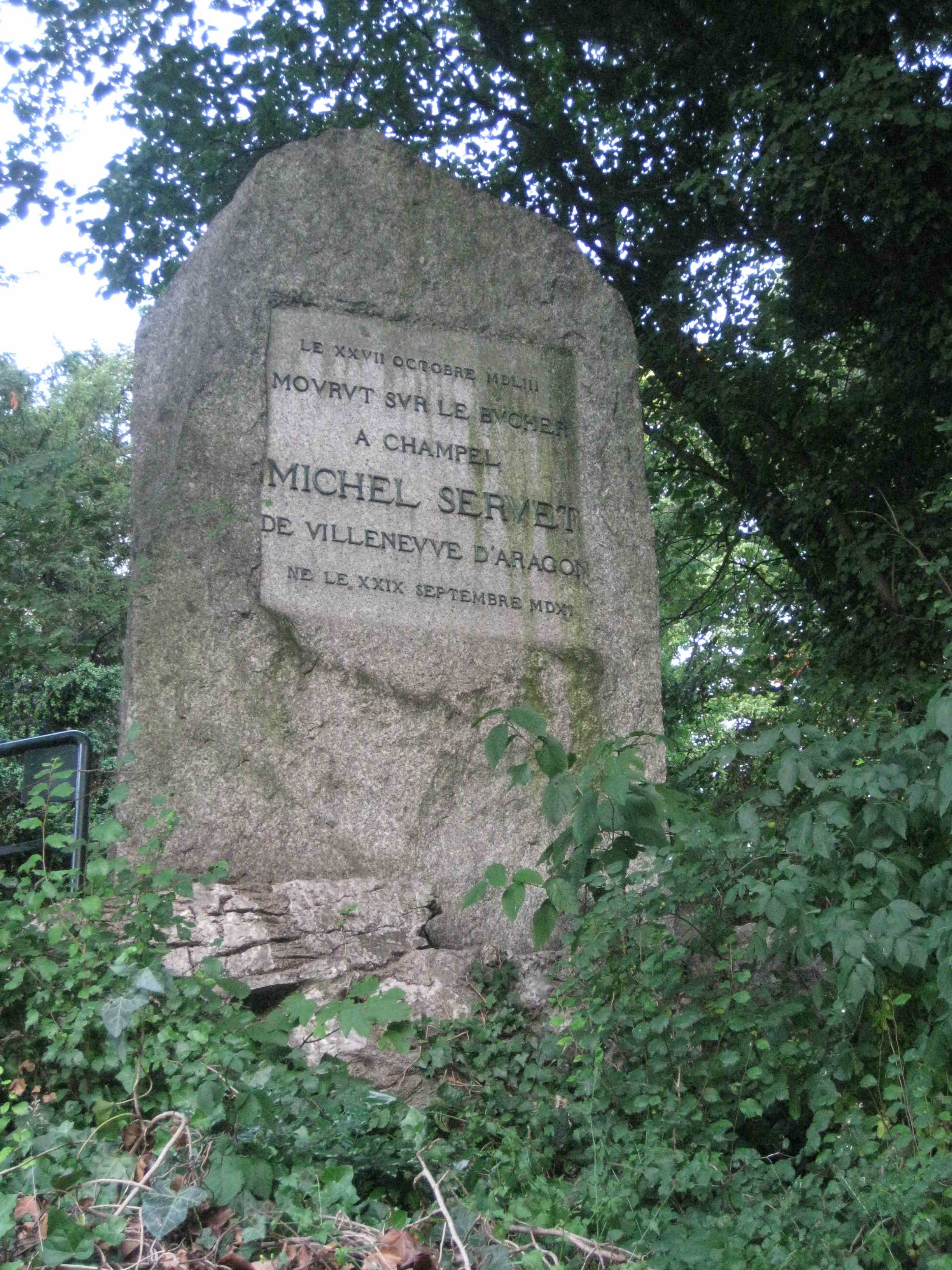
Monument expiatoire de Champel à Genève. Détail de la face postérieure.
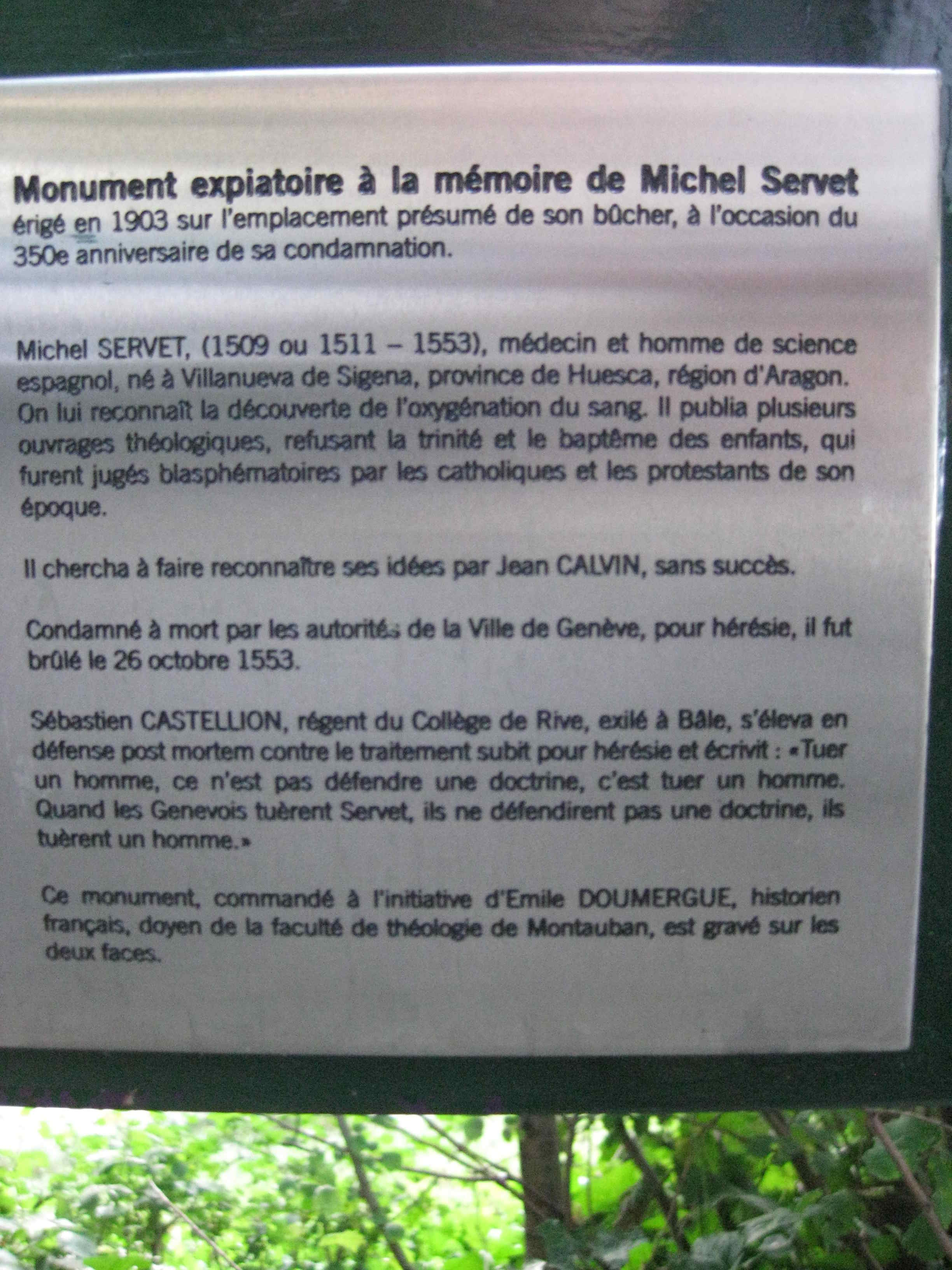
Monument expiatoire de Champel à Genève. Note explicative.
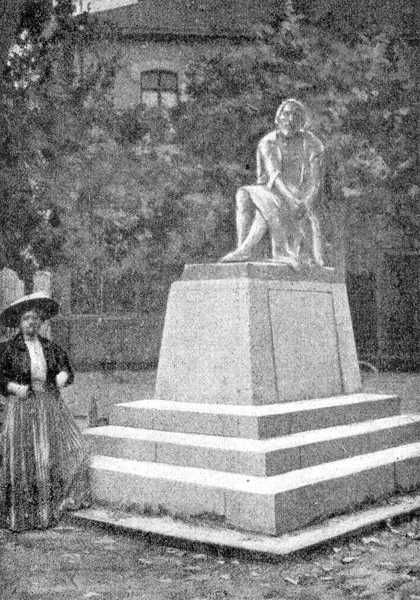
Monument d'Annemasse par Clotilde Roch (1902).

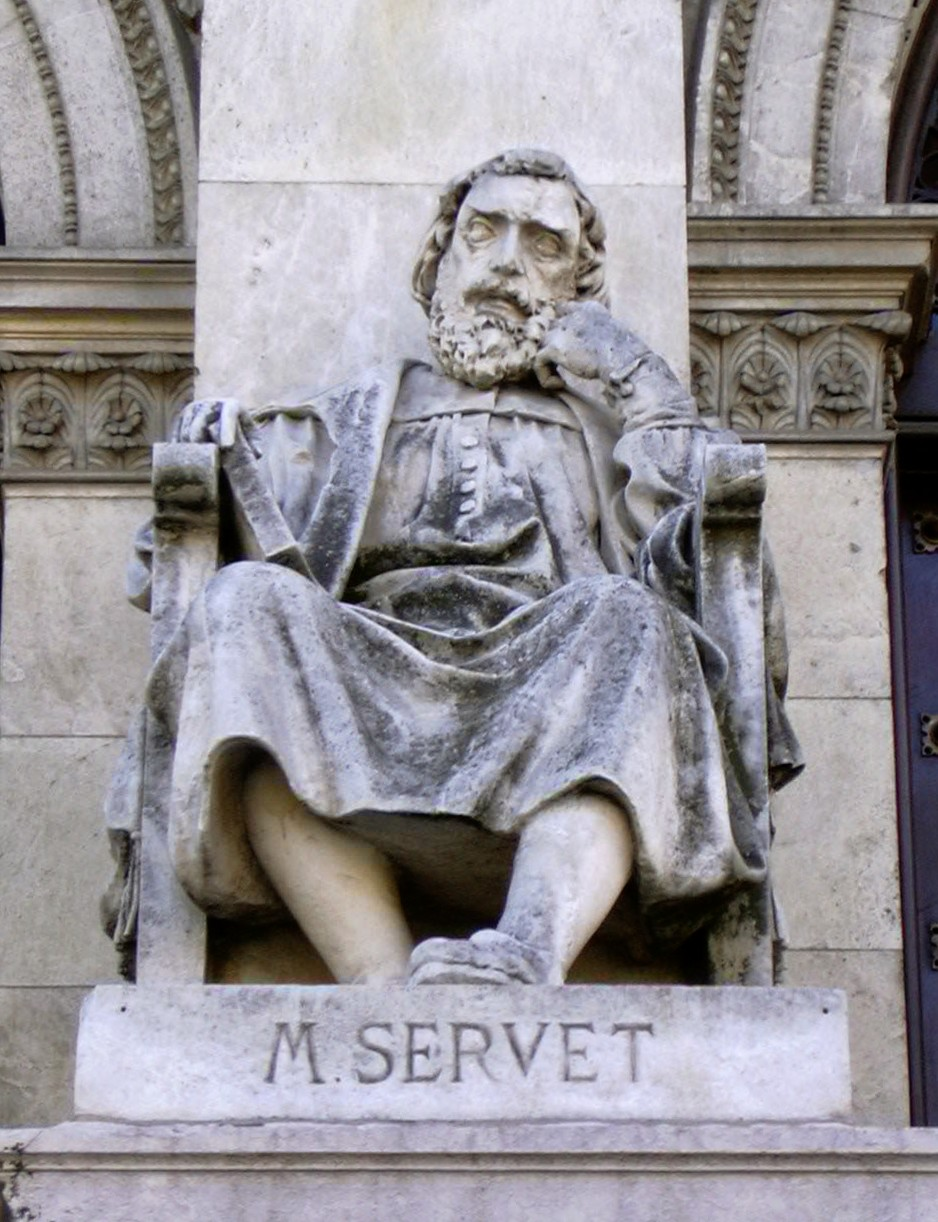
Statue de l'ancienne faculté de médecine de Saragosse.
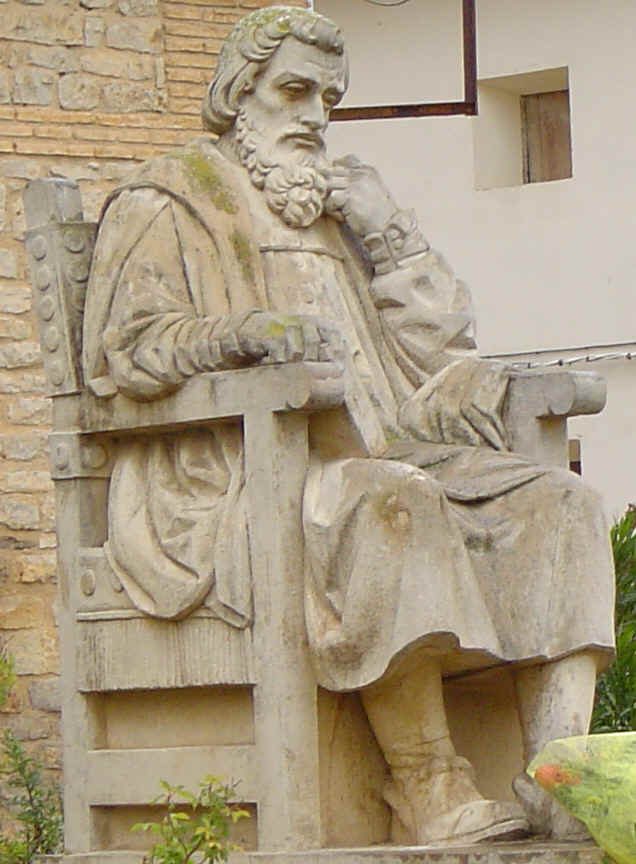
Statue à Villanueva de Sigena.
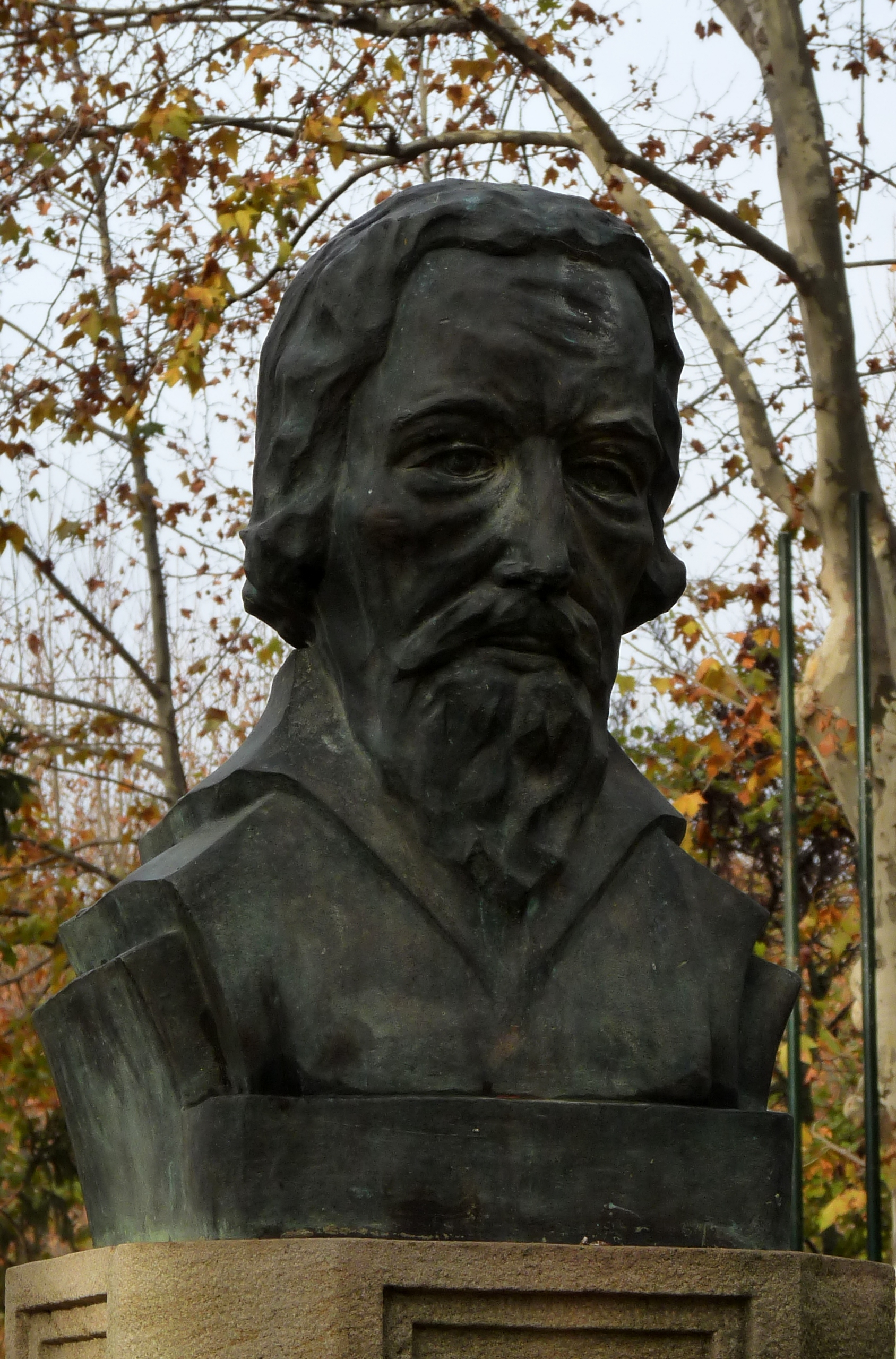
Buste du parc Miguel Servet à Huesca par Blanca Marchán.
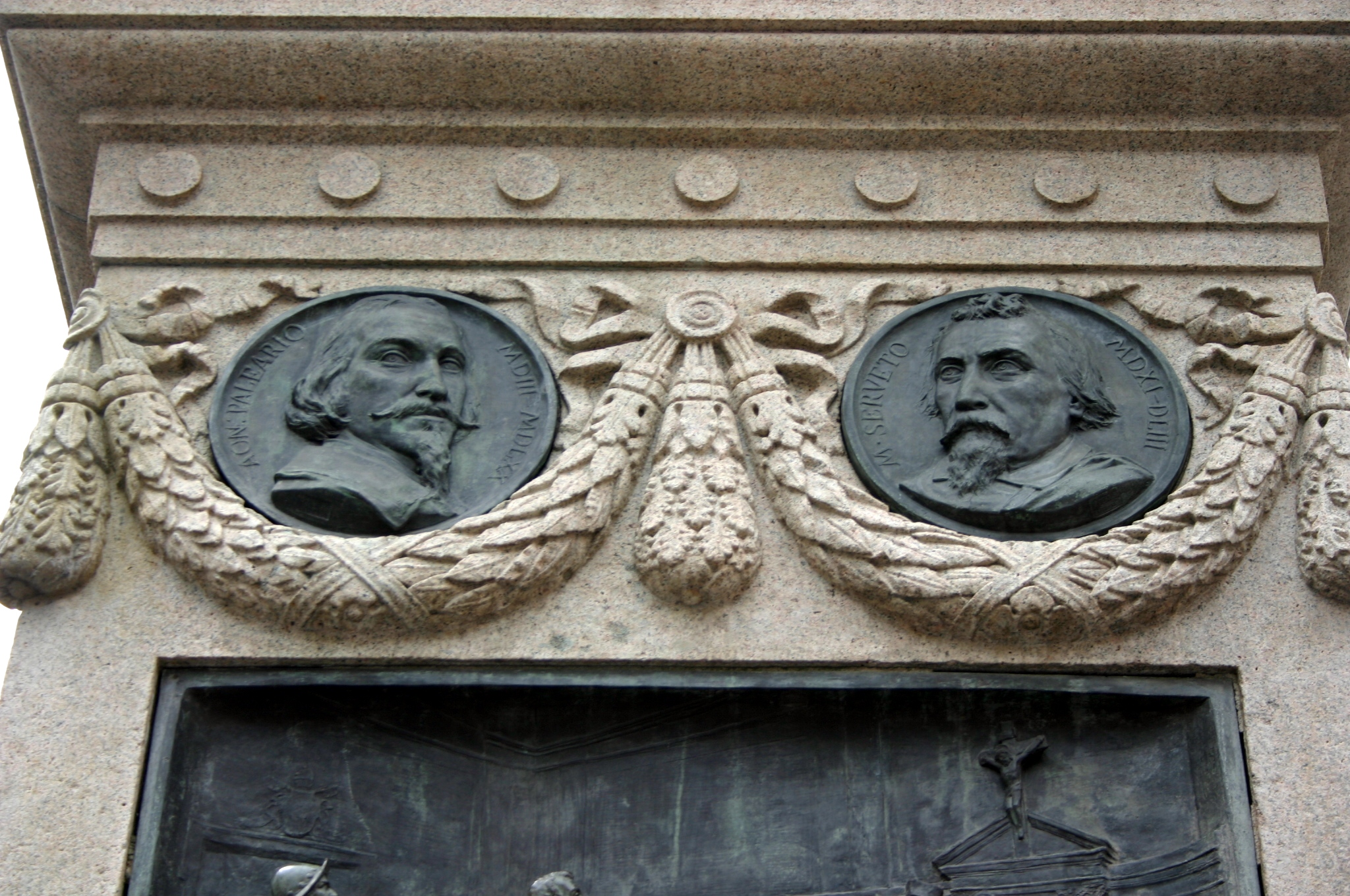
Portraits d'Aonio Paleario et Michel Servet sur le monument dédié à Giordano Bruno à Rome.

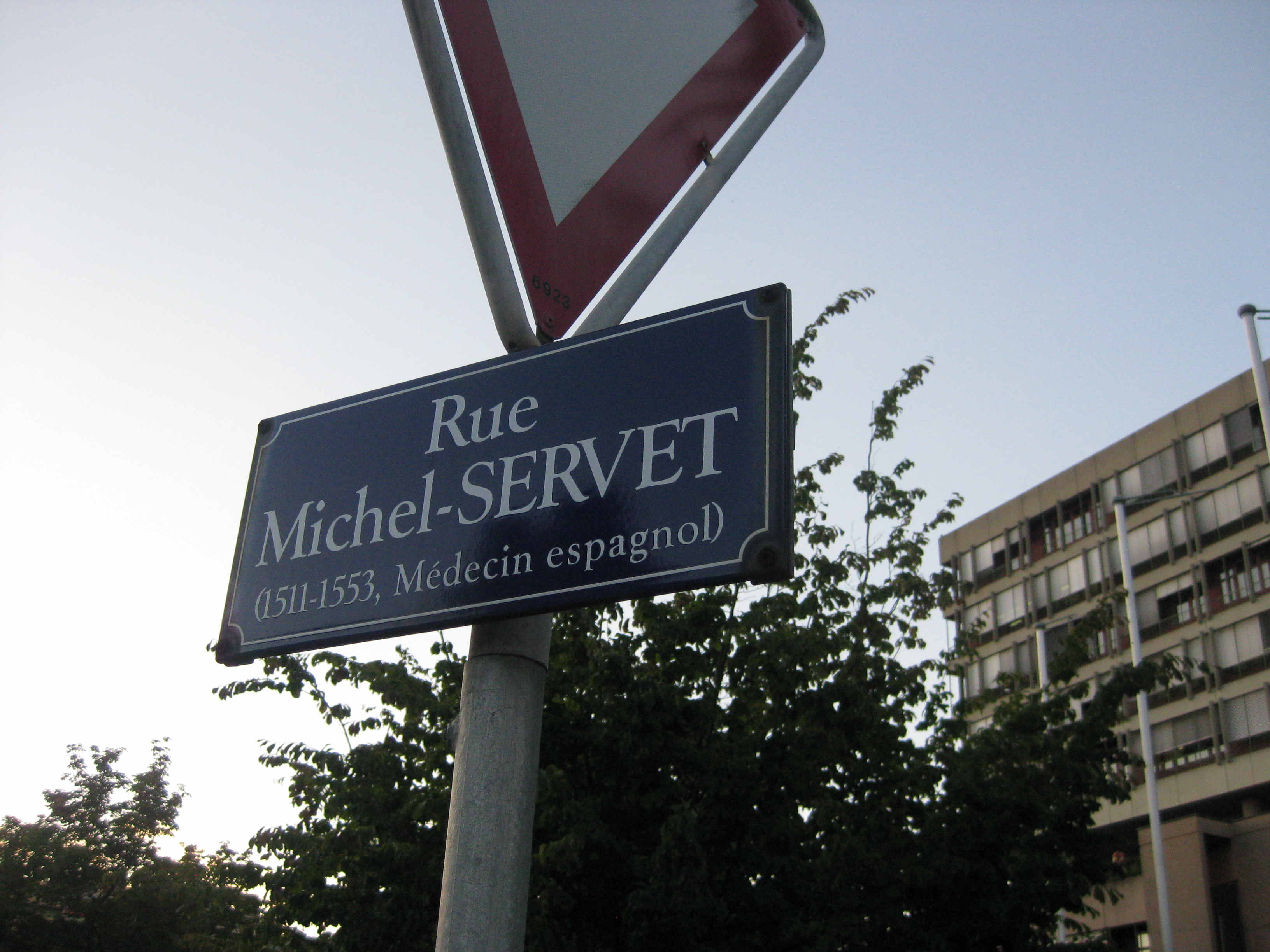
Plaque de rue à Genève.
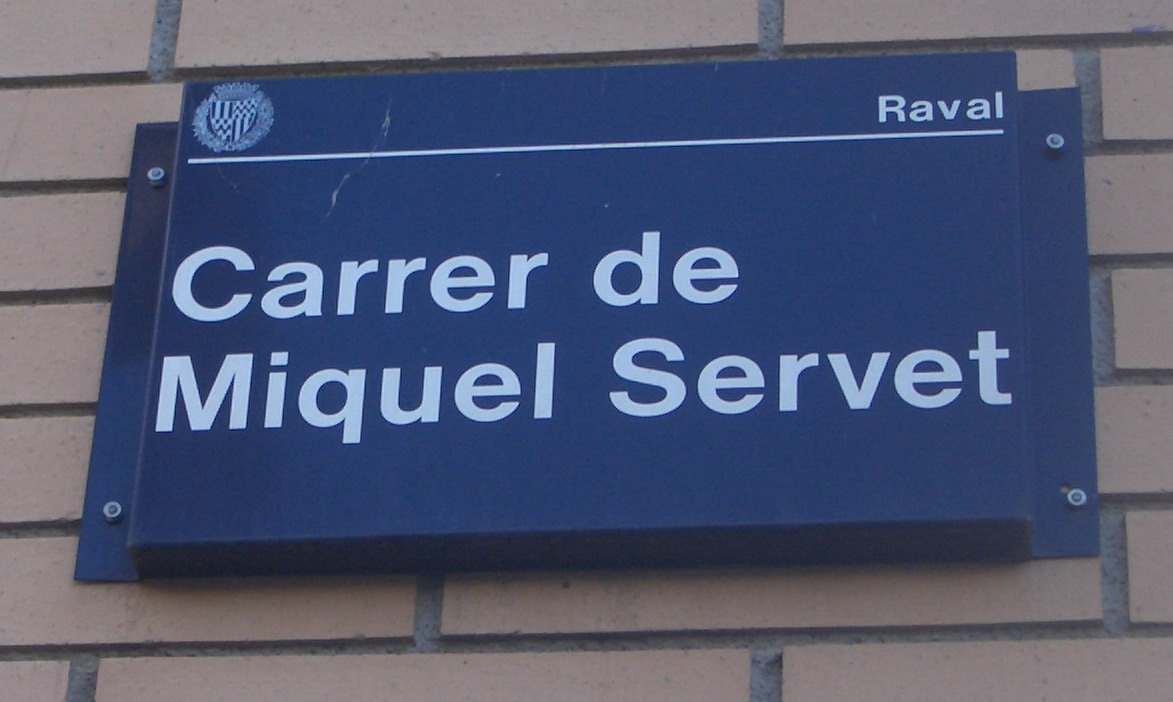
Plaque de rue à Badalone.
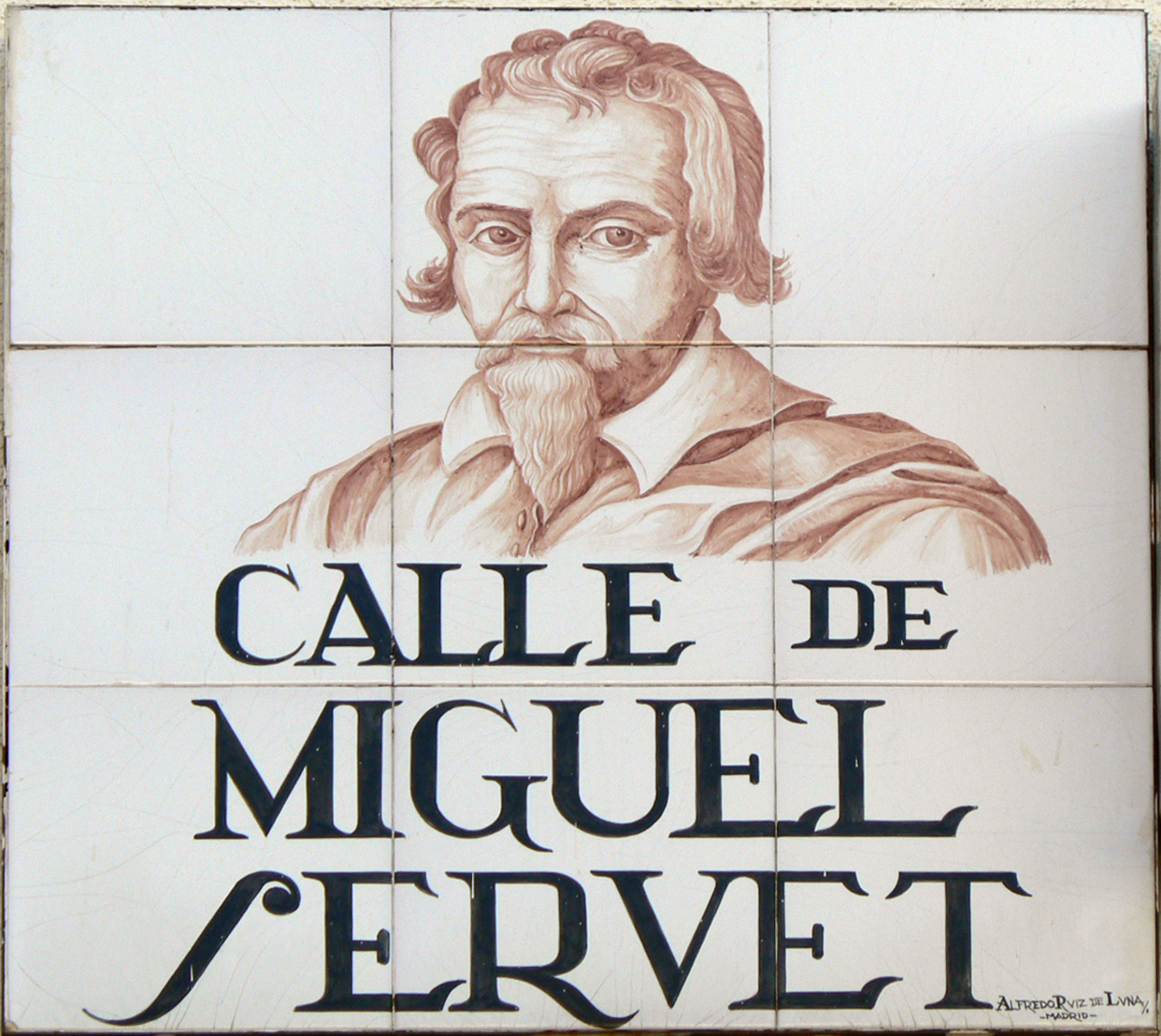
Plaque de rue à Madrid.
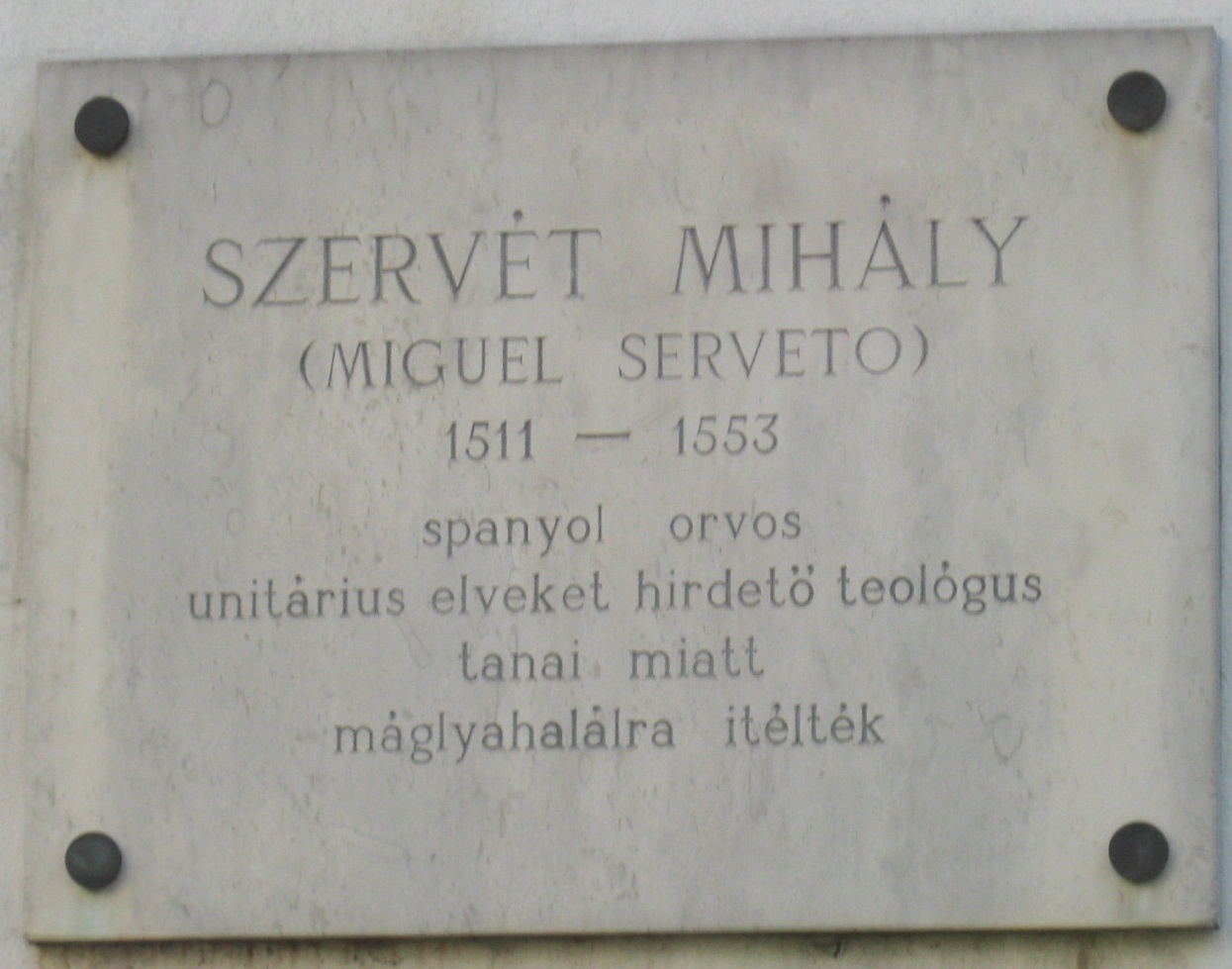
Plaque commémorative à Budapest (district XVIII, Szervét Mihály tér 1).

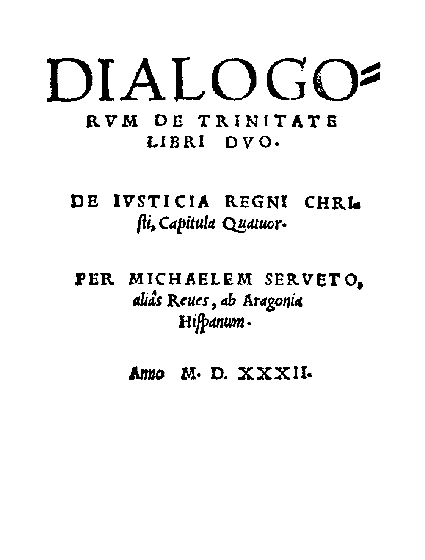
Dialogorum de Trinitate libri duo - Deux livres de dialogues sur la Trinité (1532).
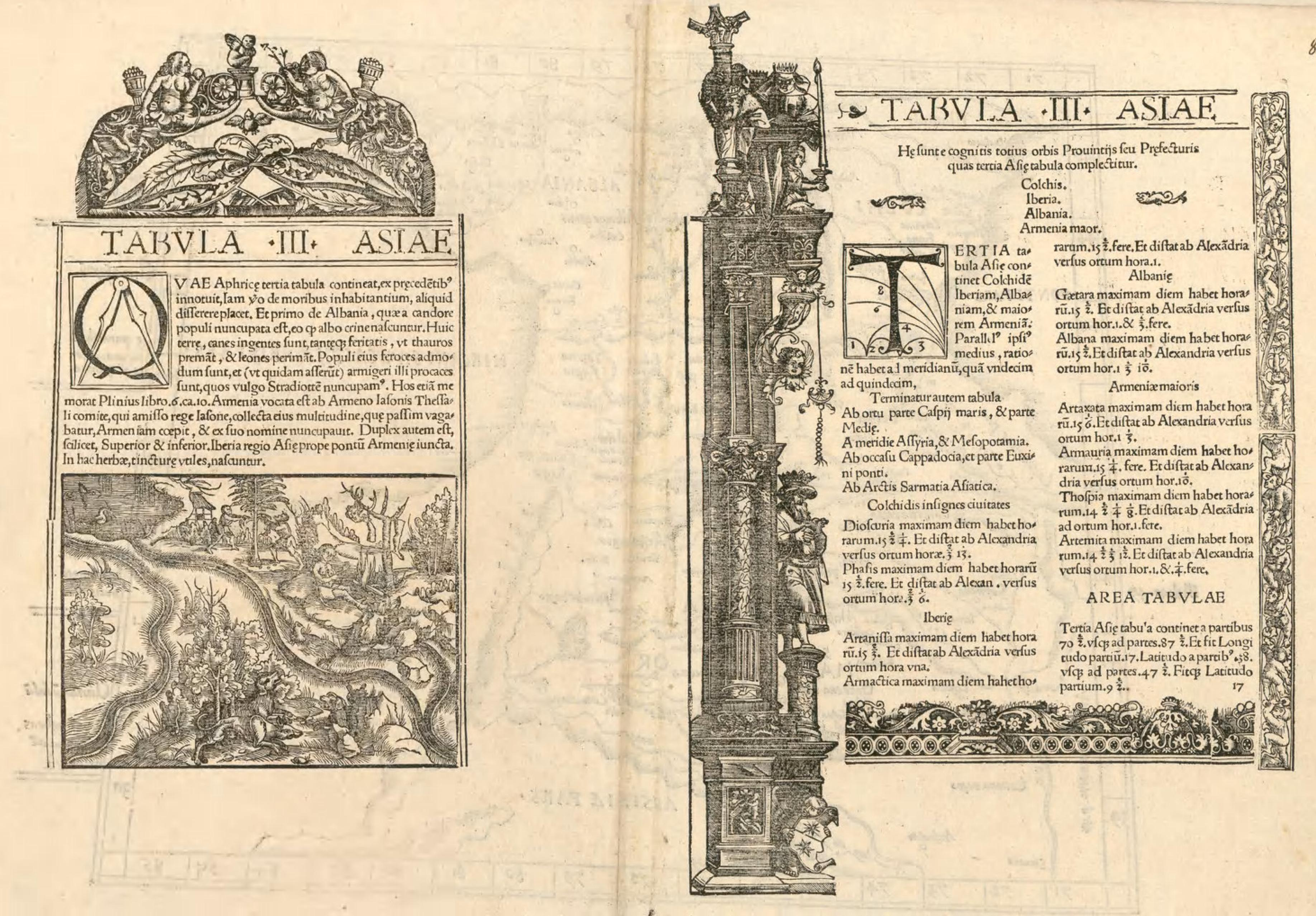
Claudii Ptolemaeii Alexandrinii geographicae enarrationis libri octo - Huit livres du commentaire géographique de Claude Ptolémée d'Alexandrie. Asiae Tabula III - Table III de l'Asie : Colchis, Iberia, Albania, Armenia maior (1535).
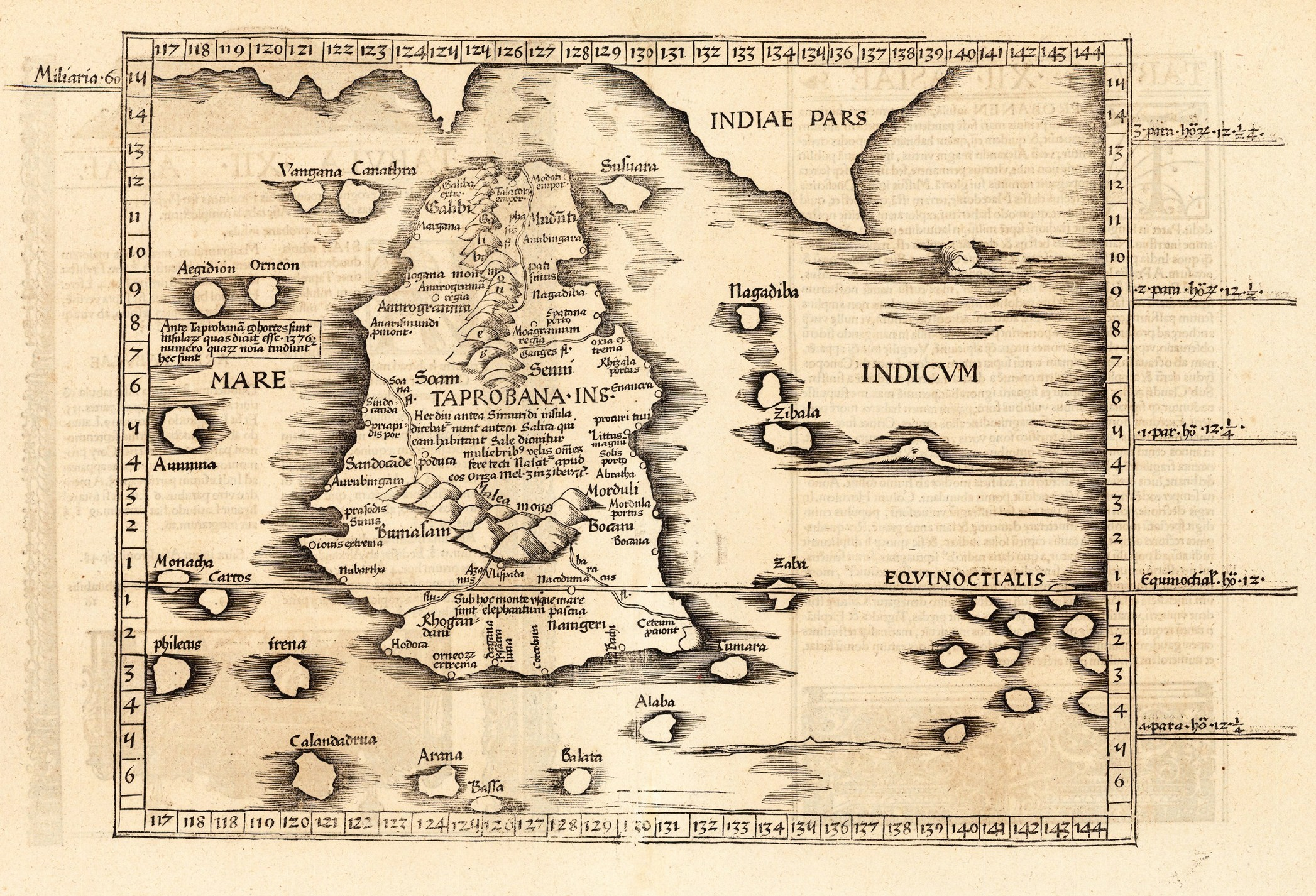
Claudii Ptolemaeii Alexandrinii geographicae enarrationis libri octo - Huit livres du commentaire géographique de Claude Ptolémée d'Alexandrie. Asiae Tabula XII - Table XII de l'Asie : Taprobane et Océan Indien (1535).
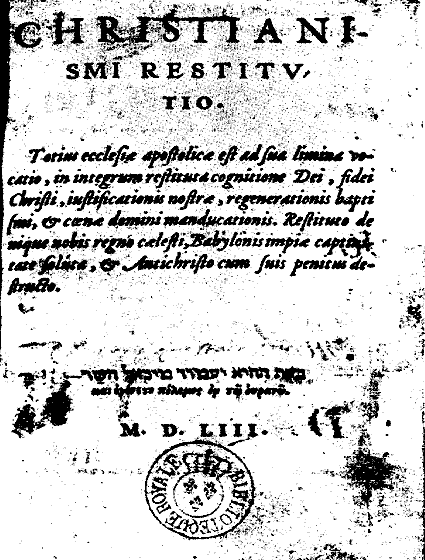
Christianismi restitutio - Restauration du christianisme (1553).
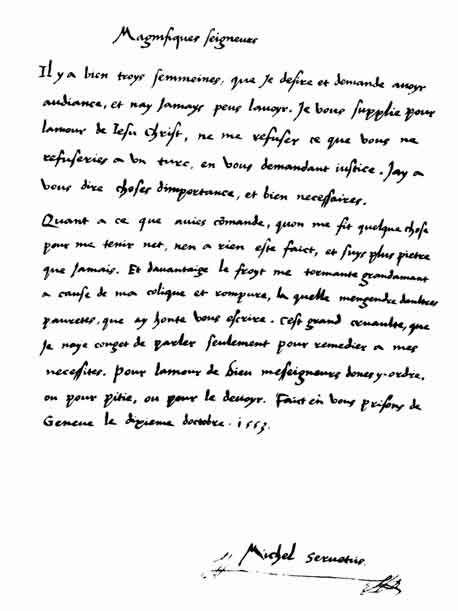
Lettre écrite en prison le 10 octobre 1553, signée « Michel Servetus ». D'une modernité surprenante par rapport aux pattes de mouches médiévales de ses contemporains, notamment celles, laborieuses et sinistrogyres, de Jean Calvin, la graphie claire et remarquablement lisible  annonce celle du XVIIe siècle.